# Liste der Baudenkmale in Bleckede
In der Liste der Baudenkmale in Bleckede sind die Baudenkmale der niedersächsischen Gemeinde Bleckede und ihrer Ortsteile aufgelistet. Der Stand der Liste ist der 21. Januar 2023. Eine zwischenzeitliche Löschung hier noch aufgeführter Objekte oder auch später hinzugekommene Denkmale sind also in der Regel nicht berücksichtigt.

## Allgemein
In den Spalten befinden sich folgende Informationen:
- Lage: die Adresse des Baudenkmales und die geographischen Koordinaten. Kartenansicht, um Koordinaten zu setzen. In der Kartenansicht sind Baudenkmale ohne Koordinaten mit einem roten Marker dargestellt und können in der Karte gesetzt werden. Baudenkmale ohne Bild sind mit einem blauen Marker gekennzeichnet, Baudenkmale mit Bild mit einem grünen Marker.
- Bezeichnung: Bezeichnung des Baudenkmales
- Beschreibung: die Beschreibung des Baudenkmales. Unter § 3 Abs. 2 NDSchG werden Einzeldenkmale und unter § 3 Abs. 3 NDSchG Gruppen baulicher Anlagen und deren Bestandteile ausgewiesen.
- ID: die Objekt-ID des Baudenkmales
- Bild: ein Bild des Baudenkmales, ggf. zusätzlich mit einem Link zu weiteren Fotos des Baudenkmals im Medienarchiv Wikimedia Commons. Wenn man auf das Kamerasymbol klickt, können Fotos zu Baudenkmalen aus dieser Liste hochgeladen werden:

## Bleckede

### Gruppe: Breite Straße 12–51
Die Gruppe hat die ID: 45079030. Gruppe von Bürgerhäusern im historisch zur Kernstadt gehörenden Teil der Breiten Straße vom früheren „Großen Tor“ im Südosten bis zum Abzweig der Friedrich-Kücken-Straße, überwiegend aus dem 18. und 19. Jh., teils mit historischen Neben- und Hintergebäuden. Platzartige Aufweitung im Nordwesten, bis ins 20. Jh. auch als „Marktplatz“ bezeichnet.

| Lage                                          | Bezeichnung                                             | Beschreibung | ID       | Bild |
| --------------------------------------------- | ------------------------------------------------------- | --- | -------- | ---- |
| Breite Straße 12 53° 17′ 32″ N, 10° 43′ 54″ O | Wohnhaus                                                | Eingeschossiger giebelständiger Fachwerkbau mit Backsteinausfachung unter Halbwalmdach in Ziegelpfannendeckung. Backsteinsockel straßenseitig nachträglich erhöht. Errichtet um 1800, Umbau zu Wohnhaus im späten 19. Jh. | 28805115 |      |
| Breite Straße 15 53° 17′ 31″ N, 10° 43′ 52″ O | Wohnhaus                                                | Zweigeschossiger giebelständiger Fachwerkbau in Stockwerkbauweise mit Backsteinausfachungen, zweifacher Auskragung auf Karniesknaggen unter Krüppelwalmdach mit verschiefertem Walm. 1668(i). Nach Südosten Anbau unter abgeschlepptem Dach. Um 1800. | 28805135 |      |
| Breite Straße 17 53° 17′ 31″ N, 10° 43′ 52″ O | Wohnhaus                                                | | 28805154 |      |
| Breite Straße 20 53° 17′ 33″ N, 10° 43′ 52″ O | Wohnhaus                                                | Eingeschossiger traufständiger Fachwerkbau mit Backsteinausfachung unter Halbwalmdach in Pfannendeckung. Annähernd symmetrische Fassade, schmales Zwerchhaus mit Satteldach über mittigem Hauseingang. Zweiflügelige Eingangstür mit Oberlicht. Errichtet um 1800. | 28805737 |      |
| Breite Straße 20 53° 17′ 33″ N, 10° 43′ 52″ O | Baumbestand                                             | Zwei erhaltene Linden, deren Standorte auf Fassadensymmetrie bezogen sind. Teil einer ursprünglich in beide Richtung längeren Baumreihe, die nach Südosten bis vor das heute nicht erhaltene Eckhaus Breite Straße 18 reichte. | 28809495 | BW   |
| Breite Straße 23 53° 17′ 32″ N, 10° 43′ 52″ O | Wohn-/ Geschäftshaus                                    | Zweigeschossiger giebelständiger Fachwerkbau mit straßenseitig verputzter Backsteinausfachung unter Satteldach in Pfannendeckung mit einseitigem polygonalen Krüppelwalm. OG allseitig vorkragend, an Fassade mit außermittigem polygonalen Erker. Historisierendes Zierfachwerk. Außermittige Eingangstür mit teils auf das Türblatt aufgeblendeter architektonischer Schein-Rahmung. Errichtet um 1910. | 28805718 |      |
| Breite Straße 27 53° 17′ 33″ N, 10° 43′ 51″ O | Wohn-/ Geschäftshaus                                    | Eingeschossiger giebelständiger Fachwerkbau unter Satteldach in Ziegelpfannendeckung, Ausfachung teils Lehmschlag, teils Backsteinmauerwerk. Reich verzierte barocke Eingangstür. Ladeluke mit Kranausleger im Giebeldreieck. Errichtet im späten 18. Jh. als Mittellängsdielenhaus. Nachträgliche Verlängerung nach Südwesten. Ladeneinbau wohl in zweiter Hälfte 19. Jh.                                | 28805718 |      |
| Breite Straße 28 53° 17′ 34″ N, 10° 43′ 51″ O | Wohn-/ Geschäftshaus                                    | Eingeschossiger giebelständiger Sichtbacksteinbau unter Satteldach. Um 1900. Fassade im EG verändert. | 28805379 |      |
| Breite Straße 29 53° 17′ 33″ N, 10° 43′ 51″ O | Wohn-/ Geschäftshaus                                    | Zweigeschossiger giebelständiger Fachwerkbau mit Backsteinausfachung unter Satteldach in Ziegelpfannendeckung. Errichtet in erster Hälfte 19. Jh, nachträglich nach Westen verlängert. | 28805360 |      |
| Breite Straße 30 53° 17′ 34″ N, 10° 43′ 50″ O | Wohn-/ Geschäftshaus                                    | Zweigeschossiger traufständiger Putzbau unter ungleichhüftigem Satteldach in Schieferdeckung mit Rundgauben und schmiedeeisernem Firstgitter. Annähernd symmetrische Fassade, Ladenzone im EG verändert. Errichtet 1899. | 28805341 |      |
| Breite Straße 31 53° 17′ 33″ N, 10° 43′ 50″ O | Wohn-/ Geschäftshaus                                    | Eingeschossiger giebelständiger Fachwerkbau mit Backsteinausfachung unter Halbwalmdach in Pfannendeckung. Errichtet Anfang 19. Jh. | 28805322 |      |
| Breite Straße 32 53° 17′ 35″ N, 10° 43′ 50″ O | Wohn-/ Geschäftshaus                                    | Eingeschossiger giebelständiger Sichtbacksteinbau unter Satteldach in Ziegeldeckung. Symmetrischer Straßengiebel mit leicht vortretender Mittelachse mit historisierender Spitzbogenblende und Firststaffeln, mittige teilverglaste Eingangstür mit festem Oberlicht. Errichtet Ende 19. Jh. Nachträglicher Ladeneinbau im EG.                                                                            | 28805303 |      |
| Breite Straße 35 53° 17′ 34″ N, 10° 43′ 50″ O | Wohn-/ Geschäftshaus                                    | Eingeschossiger giebelständiger Fachwerkbau mit geschlämmten Backsteinausfachungen unter Satteldach in Hohlpfannendeckung. Nach Süden nachträglicher Halbwalm. Inschriftliche Datierung am straßenseitigen Giebel: 1779. Im Kern vermutlich Rauchhaus der Zeit um 1700. Anbau der Utlucht 1934. | 28805284 |      |
| Breite Straße 36 53° 17′ 36″ N, 10° 43′ 50″ O | Wohnhaus                                                | Schmaler zweigeschossiger giebelständiger Fachwerkbau mit Backsteinausfachung unter nachträglich an Giebel des Nachbarhauses angelehntem Walmdach in Ziegeldeckung. Errichtet in erster Hälfte 19. Jh. | 28805265 |      |
| Breite Straße 38 53° 17′ 36″ N, 10° 43′ 49″ O | Wohnhaus                                                | Zweigeschossiger traufständiger Fachwerkbau mit Backsteinausfachungen unter nach Norden abgewalmtem Satteldach in Ziegeldeckung. An der Nordwestecke rechtwinklig anschließender, wohl zeitgleich errichteter Flügelbau unter Satteldach. Errichtet Anfang 19. Jh. | 28805247 |      |
| Breite Straße 40 53° 17′ 36″ N, 10° 43′ 49″ O | Wohnhaus einschließlich der Nebengebäude zum Kirchplatz | Zweigeschossiger traufständiger Fachwerkbau mit Backsteinausfachung unter Satteldach in Ziegeldeckung. Annähernd rechtwinklig an Nordostecke anschließender zweigeschossiger Flügelbau unter Satteldach, traufständig zum Kirchplatz, wohl zeitgleich errichtet. EG durch Ladeneinbau stark verändert. Errichtet Anfang 19. Jh.                                                                           | 28805228 | BW   |
| Breite Straße 45 53° 17′ 35″ N, 10° 43′ 47″ O | Wohn-/ Geschäftshaus                                    | Eingeschossiger giebelständiger Fachwerkbau mit Backsteinausfachung unter Satteldach in Ziegeldeckung. Errichtet in Mitte 19. Jh. | 28805190 |      |
| Breite Straße 45 53° 17′ 35″ N, 10° 43′ 47″ O | Wirtschaftsgebäude                                      | Anderthalbgschossiges Fachwerkgebäude auf Backsteinsockel unter ungleichhüftigem Satteldach in Hohlpfannendeckung. Ausfachung mit ungebrannten Lehmsteinen und Backstein. Nordöstlicher Teil unterkellert mit darüber liegender Wohnung, vermutlich Knechtekammer. Im südwestlichen Teil Stalleinbauten. Errichtet in zweiter Hälfte 19. Jh.                                                              | 45078778 | BW   |
| Breite Straße 47 53° 17′ 35″ N, 10° 43′ 47″ O | Wohnhaus                                                | Bude. Giebelständiger Fachwerkbau in Geschossbauweise mit Backsteinausfachungen und zweifacher Auskragung unter Satteldach in roter Hohlpfannendeckung mit hofseitigem Vollwalm. Ende 17. Jh. Haus- und Hoftür Anfang 18. Jh. | 28805173 |      |
| Breite Straße 49 53° 17′ 36″ N, 10° 43′ 47″ O | Wohn-/ Geschäftshaus                                    | Zweigeschossiger traufständiger Fachwerkbau mit Backsteinausfachung unter ziegelgedecktem Halbwalmdach. Zwerchhaus mit Satteldach mittig in straßenseitigen Dachfläche. EG durch Ladeneinbau und mehrfache Umbauten erheblich gestört. Errichtet um 1800. | 28805757 |      |
| Breite Straße 51 53° 17′ 36″ N, 10° 43′ 46″ O | Wohnhaus                                                | Zweigeschossiger giebelständiger Fachwerkbau in Geschossbauweise mit zweifacher Auskragung unter Satteldach mit hofseitigem Walm in roter Hohlpfannendeckung. Mittige Diele. Spruchinschrift an Dach- und Obergeschoss-Schwelle sowie Initialen „H C G“ am Schlosskasten der Haustür. Fußstrebenreihe im Giebeldreieck. Errichtet um 1680.                                                                | 28805774 |      |

### Gruppe: Friedrich-Kücken-Straße
Die Gruppe hat die ID: 34325773.

| Lage                                                     | Bezeichnung          | Beschreibung | ID       | Bild |
| -------------------------------------------------------- | -------------------- | --- | -------- | ---- |
| Friedrich-Kücken-Straße 1 53° 17′ 36″ N, 10° 43′ 46″ O   | Wohn-/ Geschäftshaus | Zweigeschossiger giebelständiger Fachwerkbau in Geschossbauweise mit Backsteinausfachungen auf Feldsteinsockel unter Satteldach mit hofseitigem Walm in roter Hohlpfannendeckung. Schaugiebel in Stockwerksbauweise mit zweifacher Auskragung sowie zweigeschossiger Auslucht. Regelmäßige Fußstrebenreihung, teilweise Zierausfachungen. Ehemalige Ladeluke im Giebeldreieck. Spruchinschrift an der Obergeschoss-Schwelle. Errichtet Ende 17. Jh. | 28804801 |      |
| Friedrich-Kücken-Straße 3 53° 17′ 36″ N, 10° 43′ 45″ O   | Wohn-/ Geschäftshaus | Zweigeschossiger giebelständiger Fachwerkbau mit Backsteinausfachungen unter Satteldach in Hohlpfannendeckung. Errichtet Anfang 19. Jh. | 28804841 |      |
| Friedrich-Kücken-Straße 7 53° 17′ 36″ N, 10° 43′ 44″ O   | Wohnhaus             | Eingeschossiger giebelständiger Fachwerkbau mit Backsteinausfachung unter Satteldach in Ziegelpfannendeckung. Nordgiebel dem Straßenverlauf angepasst schräg zur Firstlinie. Errichtet Anfang 19. Jh. | 28804890 |      |
| Friedrich-Kücken-Straße 9 53° 17′ 36″ N, 10° 43′ 43″ O   | Wohnhaus             | Giebelständiger Vierständerbau mit geschlämmten Backsteinausfachungen unter Satteldach in Hohlpfannendeckung mit Walm nach Südwesten. 1680(d). Umbau des Wohnteils 1744(d). Umbauphase zum Wohnhaus mit Veränderung der Straßenfassade 1809(d). Erneuerung Wohngiebel 1869(i). | 28804923 |      |
| Friedrich-Kücken-Straße 10 53° 17′ 37″ N, 10° 43′ 42″ O  | Wohn-/ Geschäftshaus | Eingeschossiger giebelständiger Fachwerkbau mit Backsteinausfachung unter Halbwalmdach in Ziegeldeckung. Errichtet Mitte 19. Jh. | 28804944 |      |
| Friedrich-Kücken-Straße 11 53° 17′ 36″ N, 10° 43′ 41″ O  | Wohnhaus             | Eingeschossiger traufständiger Backsteinbau unter Satteldach in Ziegeldeckung. Ostgiebel an zugehörige Fachwerkscheune anschließend. Errichtet Ende 19. Jh. | 28804963 |      |
| Friedrich-Kücken-Straße 11a 53° 17′ 36″ N, 10° 43′ 42″ O | Scheune              | Giebelständiger Fachwerkbau mit Backsteinausfachung unter Satteldach, an Ostgiebel des Wohnhauses angebaut, Straßengiebel gegenüber der Wohnhausfassade vorspringend. | 51485912 | BW   |
| Friedrich-Kücken-Straße 12 53° 17′ 37″ N, 10° 43′ 41″ O  | Wohn-/ Geschäftshaus | Traufständiger zweigeschossiger Fachwerkbau mit geschlämmten Backsteinausfachung unter Halbwalmdach in roter Hohlpfannendeckung. An Südseite außermittiges Zwerchhaus mit Ladeluke unter eigenem Satteldach darunter im EG zweiflügelige Eingangstür mit Oberlicht und vorgelegten Stufen. Erbaut Mitte 18. Jh. Im Westen zugesetzte außermittige Querdurchfahrt zum Hof, Ladeneinbau und Fassadenneufassung. Wohl Mitte 19. Jh, 1859(i).           | 28804981 |      |
| Friedrich-Kücken-Straße 13 53° 17′ 36″ N, 10° 43′ 41″ O  | Wohnhaus             | Zweigeschossiger traufständiger Fachwerkbau mit Backsteinausfachung unter Satteldach in Ziegeldeckung. Errichtet in erster Hälfte 19. Jh. | 28805000 |      |
| Friedrich-Kücken-Straße 14 53° 17′ 37″ N, 10° 43′ 41″ O  | Wohn-/ Geschäftshaus | Eingeschossiger traufständiger Fachwerkbau mit Backsteinausfachung unter Halbwalmdach in Ziegeldeckung. Errichtet Mitte 19. Jh. | 28805019 |      |
| Friedrich-Kücken-Straße 16 53° 17′ 37″ N, 10° 43′ 40″ O  | Wohnhaus             | | 28805434 |      |
| Friedrich-Kücken-Straße 16 53° 17′ 37″ N, 10° 43′ 40″ O  | Baumbestand          | | 28809509 | BW   |
| Friedrich-Kücken-Straße 18 53° 17′ 37″ N, 10° 43′ 39″ O  | Wohnhaus             | Eingeschossiger traufständiger Fachwerkbau mit Backsteinausfachung unter Satteldach in Ziegelpfannendeckung. Außermittige Eingangstür mit Oberlicht. Errichtet Mitte 19. Jh. | 28805454 |      |
| Friedrich-Kücken-Straße 20 53° 17′ 37″ N, 10° 43′ 39″ O  | Wohnhaus             | Eingeschossiger traufständiger Fachwerkbau mit Backsteinausfachung unter Halbwalmdach in Ziegelpfannendeckung. Annähernd rechtwinklig anschließender Wirtschaftsteil in Fachwerk mit Backsteinausfachung unter Satteldach traufständig an der Reimerstwiete. Errichtet erste Hälfte 19. Jh. | 28805473 |      |

### Gruppe: Fritz-von-dem-Berge-Straße 16, 17, 20
Die Gruppe hat die ID: 34325757.Gruppe aus drei traufständigen eingeschossigen Fachwerkgebäuden unter Halbwalmdächern aus Siedlungsperiode Mitte 19. Jh. im Ort Vorbleckede.

| Lage                                                       | Bezeichnung               | Beschreibung | ID       | Bild |
| ---------------------------------------------------------- | ------------------------- | --- | -------- | ---- |
| Fritz-von-dem-Berge-Straße 16 53° 17′ 22″ N, 10° 44′ 8″ O  | Wohnhaus                  | Eingeschossiger traufständiger Fachwerkbau mit Backsteinausfachung unter Halbwalmdach in Ziegeldeckung, Fledermausgauben. Errichtet Mitte 19. Jh.                                                                                         | 28804782 | BW   |
| Fritz-von-dem-Berge-Straße 17 53° 17′ 21″ N, 10° 44′ 12″ O | Wohnhaus                  | Eingeschossiger traufständiger Fachwerkbau mit Backsteinausfachung unter Halbwalmdach in Ziegeldeckung. An der Südwestecke zur Straße giebelständiger Anbau in Fachwerk mit Backsteinausfachung unter Satteldach. Errichtet Mitte 19. Jh. | 28804744 | BW   |
| Fritz-von-dem-Berge-Straße 20 53° 17′ 21″ N, 10° 44′ 10″ O | Wohn-/ Wirtschaftsgebäude | Traufständiges Zweiständer-Fachhallenhaus mit Backsteinausfachung unter Halbwalmdach in Ziegeldeckung. Errichtet Mitte 19. Jh. | 28804725 | BW   |

### Gruppe: Lauenburger Straße 11
Die Gruppe hat die ID: 34325741. Hofanlage auf annähernd dreieckigem Grundstück an der Ecke Lauenburger Straße/Töpferdamm, bebaut mit giebelständigen Fachwerkhaus sowie Fachwerkscheune.

| Lage                                               | Bezeichnung | Beschreibung | ID       | Bild |
| -------------------------------------------------- | ----------- | --- | -------- | ---- |
| Lauenburger Straße 11 53° 17′ 39″ N, 10° 43′ 34″ O | Wohnhaus    | Eingeschossiger Fachwerkbau mit Backsteinausfachung unter Halbwalmdach in Ziegeldeckung. In Ecklage, giebelständig zur Lauenburger Straße, traufständig zum Töpferdamm. Zwerchgaube mit Ladeluke unter Schleppdach mittig in südöstlicher Dachfläche. Errichtet wohl Ende 18. Jh. | 28804688 |      |
| Lauenburger Straße 11 53° 17′ 39″ N, 10° 43′ 34″ O | Scheune     | Eingeschossiger traufständiger zweischiffiger Fachwerkbau mit Ausfachungen in Backstein und Lehm unter Satteldach in roter Hohlpfannendeckung. 1707/08(d). | 28804707 |      |

### Gruppe: Lauenburger Straße 15
Die Gruppe hat die ID: 34325725. Hofanlage mit repräsentativem traufständigem Wohnhaus und Nebengebäuden (Querscheune und Stall). Brunnen südöstlich des Stallgebäudes.

| Lage                                               | Bezeichnung        | Beschreibung | ID       | Bild |
| -------------------------------------------------- | ------------------ | --- | -------- | ---- |
| Lauenburger Straße 15 53° 17′ 42″ N, 10° 43′ 31″ O | Querscheune        | Giebelständiger Fachwerkbau mit Backsteinausfachung unter Halbwalmdach in Ziegelpfannendeckung. Symmetrische Außenwandgefüge. Mittige Quereinfahrt mit seitlichen Fenstern sowie zwei Eingangstüren an südöstlicher Traufseite. Errichtet Mitte 19. Jh. | 28804573 |      |
| Lauenburger Straße 15 53° 17′ 41″ N, 10° 43′ 31″ O | Stall              | Kleines zurückgesetztes traufständiges Fachwerkgebäude mit Backsteinausfachung unter Satteldach in Ziegeldeckung. Ladeluke zum DG im südlichen Giebeldreieck. Errichtet Mitte 19. Jh.                                                                   | 28804593 |      |
| Lauenburger Straße 15 53° 17′ 41″ N, 10° 43′ 32″ O | Amtsrichterwohnung | Traufständiger zweigeschossiger neunachsiger Fachwerkbau mit Backsteinausfachungen unter Walmdach in Hohlpfannendeckung. Errichtet um 1840. | 28804551 |      |

### Gruppe:Schloß Bleckede
Die Gruppe hat die ID: 34325628. Ehemalige Burganlage auf einem Geestrücken. Wurt mit annähernd rechtwinkligem Grundriss und umgebendem Wassergraben, Zufahrt von Westen. Wehrturm der Zeit um 1500. Saalbau von 1600 mit rechtwinklig angebautem Westflügel von 1742, zugehörige Nebengebäude. Park südöstlich an den Wassergraben anschließend.

| Lage                                         | Bezeichnung  | Beschreibung | ID       | Bild           |
| -------------------------------------------- | ------------ | --- | -------- | -------------- |
| Schloßstraße 10 53° 17′ 47″ N, 10° 43′ 40″ O | Westflügel   | Zweigeschossiger Westflügel des Schlosses, Fachwerkbau auf hohem Bruchsteinsockel, Walmdach mit Tonhohlpfannendeckung. Annähernd symmetrische Ostfassade mit mittiger Eingangstür. Auf älterem Keller errichtet 1742, im 19. Jh. teilweise überformt. | 28805544 | BW             |
| Schloßstraße 10 53° 17′ 47″ N, 10° 43′ 41″ O | Nordflügel   | Zweigeschossiger Nordflügel, EG aus Backstein, OG in Fachwerk allseitig vorkragend, aufwendige Zierformen unter Satteldach mit Halbwalm im Nordosten und Tonhohlpfannendeckung. OG 1600 (i) von Herzog Ernst von Braunschweig-Lüneburg, möglicherweise auf älteren Keller- bzw. Burgmauerstrukturen. Nachträglicher Einbau eines Saales im OG mit Treppenanlage durch H.F.E. Schlöbcke, Kreisbauinspektor Lüneburg, 1910 (i). | 28805037 | Weitere Bilder |
| Schloßstraße 10 53° 17′ 46″ N, 10° 43′ 42″ O | Scheune      | Freistehender Fachwerkbau mit Backsteinausfachungen unter Walmdach in roter Hohlpfannendeckung, den Schlosshof südlich traufständig begrenzend. Mit Längseinfahrt am Ostgiebel. Errichtet wohl im 17. Jh., später nach Westen erweitert. | 28805526 | BW             |
| Schloßstraße 10 53° 17′ 45″ N, 10° 43′ 41″ O | Turm         | Mächtiger runder Turmstumpf mit ca. 3,50 m starken Mauern, Backsteinschalen mit Feldsteinfüllung, Turm innen zwölfeckig, überwölbter Zugang von Westen. Um 1500. | 28809190 | BW             |
| Schloßstraße 10 53° 17′ 45″ N, 10° 43′ 44″ O | Schloßgraben | Wassergraben als Rest der ehemaligen Befestigung, das Schloss an vier Seiten umgebend, lediglich im Eingangsbereich zugeschüttet. | 28805509 | BW             |
| Schloßstraße 10 53° 17′ 43″ N, 10° 43′ 44″ O | Schloßpark   | | 28805492 | BW             |

### Gruppe: Schloßstraße
Die Gruppe hat die ID: 34325661. Gebäude der Schloßstraße einschließlich einiger Nebengebäude. Bereich der ehemaligen Burglehen außerhalb des städtischen Rechtsbezirkes, ursprünglich mit adelig-freien Hofanlagen. Baubestand hauptsächlich in Fachwerk, mit jüngeren Massivbauten.

| Lage                                         | Bezeichnung               | Beschreibung | ID       | Bild |
| -------------------------------------------- | ------------------------- | --- | -------- | ---- |
| Schloßstraße 2 53° 17′ 39″ N, 10° 43′ 45″ O  | Wohn-/ Wirtschaftsgebäude | Eingeschossiger giebelständiger Fachwerkbau mit Backsteinausfachung auf Feldsteinsockel unter Halbwalmdach in Ziegelpfannendeckung. Errichtet 1834, Umbau zum Wohn- und Geschäftshaus und massiver Neubau des Straßengiebels um 1920. | 28804350 |      |
| Schloßstraße 3 53° 17′ 37″ N, 10° 43′ 46″ O  | Wohn-/ Wirtschaftsgebäude | Ackerbürgerscheune (Bleckede), giebelständiges Vierständerhaus mit einfach auskragendem Wirtschaftsgiebel unter Satteldach mit hofseitigem Walm in roter Hohlpfannendeckung. Ursprünglich weiche Deckung. Außenwände mit Backsteinausfachung, ursprüngliche Lehmstakung in geringem Umfang erhalten. 1679 (i). Erweiterung der Wohnnutzung im Wirtschaftsteil und Umbau des Wohnteils 1822 (d/i). Dachumbau und harte Deckung 1875 (d). | 28804329 |      |
| Schloßstraße 4 53° 17′ 40″ N, 10° 43′ 44″ O  | Wohnhaus                  | Eingeschossiger traufständiger Fachwerkbau mit Backsteinausfachung unter Halbwalmdach in dunkler Pfannendeckung. In straßenseitigen Dachfläche großes mittiges Zwerchhaus mit Schieferbehang und unter Satteldach mit gleicher Firsthöhe. Errichtet um 1800. | 28804310 |      |
| Schloßstraße 4 53° 17′ 40″ N, 10° 43′ 45″ O  | Stall                     | Kleiner eingeschossiger Fachwerkbau mit Backsteinausfachung unter Satteldach in Ziegeldeckung. Zwerchgaube mit Ladeluke unter Schleppdach in der südlichen Dachfläche. Errichtet in zweiter Hälfte 19. Jh. | 28803953 |      |
| Schloßstraße 5 53° 17′ 38″ N, 10° 43′ 45″ O  | Wohnhaus                  | Eingeschossiger giebelständiger Fachwerkbau mit Backsteinausfachung unter Halbwalmdach in Ziegeldeckung. Errichtet Mitte 19. Jh. | 28803934 |      |
| Schloßstraße 6 53° 17′ 41″ N, 10° 43′ 44″ O  | Wohn-/ Wirtschaftsgebäude | Eingeschossiger traufständiger Fachwerkbau mit Backsteinausfachungen unter Satteldach in Hohlpfannendeckung. Ursprünglich Vierständer-Fachhallenhaus. Errichtet 1695 (i). Umbauphase 2. Hälfte 19. Jh. | 28803915 |      |
| Schloßstraße 7 53° 17′ 39″ N, 10° 43′ 45″ O  | Wohnhaus                  | Traufständiger eingeschossiger Fachwerkbau mit Backsteinausfachungen unter Halbwalmdach in Hohlpfannendeckung. Symmetrische Fassade mit Zwerchhaus unter Satteldach über dem mittigen Eingang. Zweiflügelige Eingangstür mit Oberlicht. Um 1820. | 28803894 |      |
| Schloßstraße 7 53° 17′ 38″ N, 10° 43′ 45″ O  | Scheune                   | Giebelständiger Dreiständerbau mit Backsteinausfachungen unter Halbwalmdach in Hohlpfannendeckung. Um 1820. | 28803875 |      |
| Schloßstraße 8 53° 17′ 41″ N, 10° 43′ 43″ O  | Wohnhaus                  | Eingeschossiger giebelständiger Fachwerkbau mit Backsteinausfachung unter Krüppelwalmdach in Ziegeldeckung. Errichtet Mitte 19. Jh. | 28803856 |      |
| Schloßstraße 9 53° 17′ 41″ N, 10° 43′ 43″ O  | Wohnhaus                  | Eingeschossiger traufständiger Fachwerkbau mit Backsteinausfachungen und mittiger zweiflügeliger Eingangstür unter Krüppelwalmdach in roter Hohlpfannendeckung. Um 1850. | 51071402 | BW   |
| Schloßstraße 13 53° 17′ 40″ N, 10° 43′ 43″ O | Wohnhaus                  | Giebelständiger zweigeschossiger Fachwerkbau in Geschossbauweise mit Backsteinausfachungen unter Dreiviertelwalmdach in roter Hohlpfannendeckung. Inschriftliche Datierung: 1700, vermutlich älterer Kern. | 28803817 |      |
| Schloßstraße 13 53° 17′ 40″ N, 10° 43′ 42″ O | Stall                     | Eingeschossiger Fachwerkbau mit Backsteinausfachungen unter Satteldach in Hohlpfannendeckung. Zweite Hälfte 19. Jh. | 28803798 |      |
| Schloßstraße 15 53° 17′ 41″ N, 10° 43′ 42″ O | Wohnhaus                  | Eingeschossiger giebelständiger Fachwerkbau mit Backsteinausfachungen unter Halbwalmdach in Hohlpfannendeckung. Erste Hälfte 19. Jh. | 28803779 |      |
| Schloßstraße 15 53° 17′ 40″ N, 10° 43′ 41″ O | Stall                     | | 28803760 | BW   |
| Schloßstraße 17 53° 17′ 41″ N, 10° 43′ 42″ O | Wohnhaus                  | Eingeschossiger traufständiger Fachwerkbau mit Backsteinausfachung unter Halbwalmdach in Ziegeldeckung. Symmetrische Fassade mit zweiachsigem Zwerchhaus unter Satteldach mittig über dem Hauseingang. Zweiflügelige Eingangstür mit Oberlicht und vorgelegten Stufen. Um 1800. | 28803739 |      |
| Schloßstraße 19 53° 17′ 42″ N, 10° 43′ 41″ O | Wohn-/ Wirtschaftsgebäude | Eingeschossiger traufständiger Fachwerkbau mit Backsteinausfachungen und mittiger Querdurchfahrtsdiele unter Halbwalmdach in roter Hohlpfannendeckung. 1875. | 28803720 |      |
| Schloßstraße 21 53° 17′ 42″ N, 10° 43′ 40″ O | Wohnhaus                  | Eingeschossiger giebelständiger Fachwerkbau mit Backsteinausfachungen unter Satteldach in roter Hohlpfannendeckung. Am ehemaligen Wohnteil ursprünglich mit Dreiviertelwalm. 18. Jh(?). Straßenseitig vorgesetzter symmetrischer Backsteingiebel mit Geschoss- und Ortganggesims in Backsteinziersetzung. Mittige zweiflügelige Eingangstür mit Oberlicht, Segmentbogenfenster. Rundfenster in Giebelspitze. Errichtet um 1900.         | 28803701 |      |
| Schloßstraße 23 53° 17′ 43″ N, 10° 43′ 39″ O | Kaiserliches Postamt      | Zweigeschossiger traufständiger Sichtbacksteinbau unter Walmdach in gedämpfter Hohlpfannendeckung. Symmetrische Fassade mit zwei schwach vortretenden ursprünglich übergiebelten Seitenrisaliten. Bauzeitliche Innentreppe und Innentüren vorhanden. 1889. | 28803682 |      |
| Schloßstraße 25 53° 17′ 43″ N, 10° 43′ 38″ O | Scheune                   | Breit gelagerter zurückgesetzter eingeschossiger zweischiffiger Fachwerkbau mit Backsteinausfachungen und Längsdurchfahrt unter ausgekragtem Walmdach in roter Hohlpfannendeckung. Als Zehntscheune errichtet unter Verwendung wesentlich älterer Teile in erster Hälfte 18. Jh. | 28803663 |      |
| Schloßstraße 27 53° 17′ 45″ N, 10° 43′ 37″ O | Ehemaliges Amtsgericht    | Zweigeschossiger traufständiger siebenachsiger Putzbau unter Walmdach in Ziegeldeckung. Symmetrische Fassade mit schwach vorspringendem Mittelrisalit mit Dreiecksgiebel, Erdgeschossbereich mit Putzquaderung. Architektonisch gerahmte mittige Eingangstür mit Aufschrift „Amtsgericht“ am Sturzgiebel. Errichtet als Wohnhaus des zweiten Beamten des Amts Bleckede 1810, Nutzung durch Amtsgericht mit Amtsgefängnis 1852 bis 1933. | 28803643 |      |

### Gruppe: Wendischthuner Straße 45
Die Gruppe hat die ID: 34325693. Hofanlage auf annähernd rechteckigem Grundstück in Ecklage, Hofzufahrt von der Straße „Großer Marschweg“. Baubestand des 19. Jh.

| Lage                                                  | Bezeichnung               | Beschreibung | ID       | Bild |
| ----------------------------------------------------- | ------------------------- | --- | -------- | ---- |
| Wendischthuner Straße 45 53° 16′ 50″ N, 10° 45′ 28″ O | Wohn-/ Wirtschaftsgebäude | Zweiständer-Fachhallenhaus mit Backsteinausfachung unter Halbwalmdach in Reetdeckung, Walmflächen mit Wellplattendeckung. An nördlicher Traufseite am Wirtschaftsteil rechtwinklig anschließender Scheunenanbau mit hohem Drempel in Fachwerk mit Backsteinausfachung unter Satteldach in Ziegeldeckung. Inschrift am Hauptbalken des Wirtschaftsgiebels sowie am Dielentorsturz, mit Datierung 1853. | 28804490 | BW   |
| Wendischthuner Straße 45 53° 16′ 50″ N, 10° 45′ 27″ O | Stall                     | Giebelständiger Fachwerkbau auf Hausteinsockel, nördlich der Hofzufahrt am Großen Marschweg, mit Backsteinausfachung und unter Satteldach in Ziegeldeckung. Ladeluke zum DG im straßenseitigen Giebel. Errichtet 1887 (i). | 28804456 | BW   |
| Wendischthuner Straße 45 53° 16′ 51″ N, 10° 45′ 28″ O | Stall                     | Eingeschossiger Fachwerkbau auf Hausteinsockel, traufständig an Wendischthuner Straße, mit Backsteinausfachung und unter Satteldach in Ziegeldeckung. Zwerchgaube mit Ladeluke unter Schleppdach in hofseitiger Dachfläche. Errichtet 1811 (i). | 28804473 | BW   |

### Gruppe: Zollstraße 8–10
Die Gruppe hat die ID: 34325677.

| Lage                                         | Bezeichnung | Beschreibung | ID       | Bild |
| -------------------------------------------- | ----------- | --- | -------- | ---- |
| Zollstraße 10 53° 17′ 35″ N, 10° 43′ 54″ O   | Wohnhaus    | Giebelständiger Fachwerkbau mit Backsteinausfachung. Ursprünglich eingeschossig, straßenseitig etwa drei Viertel der Grundfläche aufgestockt. Hinterer, eingeschossiger Teil unter Satteldach, zweigeschossiger Teil unter Satteldach mit einseitigem Krüppelwalm über dem Straßengiebel, beide in Ziegeldeckung. Errichtet im 18. Jh. Aufstockung und Umbau zum Wohnhaus um 1900. | 28804437 |      |
| Zollstraße 10 b 53° 17′ 35″ N, 10° 43′ 56″ O | Scheune     | Eingeschossiger, langgestreckter Fachwerkbau mit Backsteinausfachung unter Halbwalmdach in Ziegeldeckung. Ursprünglich Wirtschaftsgebäude, vermutlich Stall, heute zu Wohnzwecken ausgebaut. Errichtet im 19. Jh. | 28804403 |      |

### Einzelobjekte
| Lage                                               | Bezeichnung                 | Beschreibung | ID       | Bild           |
| -------------------------------------------------- | --------------------------- | --- | -------- | -------------- |
| Breite Straße 53° 17′ 37″ N, 10° 43′ 49″ O         | Kirche St. Jacobus          | Schlichte rechteckige Backsteinkirche unter Satteldach mit einseitigem Halbwalm über dem Chor in roter Hohlpfannendeckung. Vorgestellter Westturm unter Pyramidendach. Dreischiffiger Saalbau unter Tonnengewölbe mit U-förmiger Empore. Kanzelaltar unter Verwendung älterer Teile, Orgel 1715–1717 und Taufe 1604 (i). Oberlandbaumeister Otto Heinrich von Bonn, Oldenstadt. 1766/67. Neugotischer Sakristeianbau am Chor mit Glasmalereien. Henning und Andres, Hannover. 1907/08.                                                                                 | 28809152 | Weitere Bilder |
| Breite Straße 53° 17′ 37″ N, 10° 43′ 49″ O         | Kirchplatz                  | Freifläche um die Kirche. Ursprünglich von einer Mauer umgebener Friedhof, heute keine Friedhofsnutzung. Rasenfläche, umgeben von Linden. | 28809463 | BW             |
| Breite Straße 3 53° 17′ 29″ N, 10° 43′ 55″ O       | Wohnhaus                    | Eckgebäude, giebelständig zur Breiten Straße, traufständige Fassadenausrichtung zur platzartigen Aufweitung der Lüneburger Straße. Fachwerkbau mit Backsteinausfachung auf hohem Feldsteinsockel und unter Mansard-Halbwalmdach in Ziegeldeckung. Annähernd symmetrische Fassade mit breitem fünfachsigen Zwerchhaus unter Satteldach. Errichtet um 1820. | 28804530 |                |
| Breite Straße 5 53° 17′ 30″ N, 10° 43′ 55″ O       | Wohnhaus                    | Giebelständiger zweigeschossiger Fachwerkbau mit Backsteinausfachung unter Satteldach in Ziegeldeckung. Errichtet Mitte 19. Jh. | 28805058 |                |
| Breite Straße 7 53° 17′ 30″ N, 10° 43′ 55″ O       | Wohnhaus                    | Giebelständiger zweigeschossiger Sichtbacksteinbau auf Natursteinsockel unter flach geneigtem Satteldach in Ziegeldeckung. Außermittige Längsdurchfahrt mit korbbogigem Oberlicht. Geschoss- und Ortganggesimse sowie Fenstersohlbänke in kontrastierendem Naturstein. Errichtet zweite Hälfte 19. Jh. | 28805077 | BW             |
| Breite Straße 8 53° 17′ 30″ N, 10° 43′ 55″ O       | Wohnhaus                    | Eingeschossiger traufständiger Fachwerkbau mit Backsteinausfachung auf hohem Backsteinsockel und unter Halbwalmdach in Ziegelpfannendeckung. Symmetrische siebenachsige Fassade mit mittiger zweiflügeliger Eingangstür mit Oberlicht und hölzerner Blendrahmung. Errichtet um 1820. | 28805096 | BW             |
| Elbweg 11 53° 17′ 11″ N, 10° 45′ 17″ O             | Wohn-/ Wirtschaftsgebäude   | Zweiständer-Fachhallenhaus mit Backsteinausfachung unter Halbwalmdach in Reetdeckung. Inschrift am Hauptbalken des Wirtschaftsgiebels sowie am Dielentorsturz, mit Bauherrennamen und Datierung „ANNO 1761“. | 28806134 | BW             |
| Ernst-August-Straße 3 53° 17′ 23″ N, 10° 44′ 3″ O  | Wohn-/ Wirtschaftsgebäude   | Zweiständer-Fachhallenhaus mit Backsteinausfachung unter Halbwalmdach in Ziegelpfannendeckung. Wohnteil mit zweigeschossigem Queranbau unter Halbwalmdach mit gleicher Firsthöhe an Südostseite. Errichtet 1834. | 28806172 | BW             |
| v. Estorffsweg 15 53° 17′ 1″ N, 10° 44′ 44″ O      | Wohn-/ Wirtschaftsgebäude   | Zweiständer-Fachhallenhaus mit Backsteinausfachung unter Dreiviertel-Walmdach in Faserzement-Wellplattendeckung. Ursprünglich weiche Deckung. Außenwände tw. massiv ersetzt. Errichtet laut schwer lesbarer Inschrift wohl 1766. | 28806191 | BW             |
| Kleine Straße 53° 17′ 50″ N, 10° 43′ 17″ O         | Straßenpflasterung          | Straßenpflaster auf der gesamten Länge der etwa 160 Meter langen Kleine Straße. Unregelmäßiger Verband aus tw. behauenen Feldsteinen. | 28805584 | BW             |
| Lauenburger Straße 1 53° 17′ 37″ N, 10° 43′ 37″ O  | Wohnhaus                    | Giebelständiger zweigeschossiger Fachwerkbau mit geschlämmten Backsteinausfachungen unter Halbwalmdach in Hohlpfannendeckung. Zwerchgaube mit Ladeluke und Kranausleger im straßenseitigen Halbwalm. Ursprünglich Wohn-/ Wirtschaftsgebäude mit Speicherstock, errichtet um 1800. Umnutzung zum Gasthaus wohl in zweiter Hälfte 19. Jh. Umbauphase mit Bleiverglasungen im Entrée und Neufassung der äußeren Hülle 1909. | 28805603 |                |
| Lauenburger Straße 2 53° 17′ 38″ N, 10° 43′ 38″ O  | Wohn-/ Geschäftshaus        | Zweigeschossiger traufständiger Sichtbacksteinbau auf hohem Sockelgeschoß mit Drempelgeschoß unter Krüppelwalmdach. Mittiger Eingangsrisalit mit Zwerchgiebel und vorgelegter zweiarmiger Treppe, reicher Dekor in Zementputz. Errichtet 1893. Nach Umzug vollständiger Umbau zu Wohnungen, um 1925. | 28805622 |                |
| Lauenburger Straße 28 53° 17′ 48″ N, 10° 43′ 21″ O | Wohnhaus                    | Eingeschossiger traufständiger Fachwerkbau mit Backsteinausfachung unter ziegelgedecktem Halbwalmdach. Errichtet zweite Hälfte 19. Jh. | 28805642 | BW             |
| Lauenburger Straße 30 53° 17′ 49″ N, 10° 43′ 19″ O | Wohn-/ Wirtschaftsgebäude   | Eingeschossiger traufständiger Fachwerkbau mit Backsteinausfachung unter Satteldach mit Ziegeldeckung. Außermittige Längseinfahrtam Ostgiebel. Errichtet zweite Hälfte 19. Jh. | 28805661 | BW             |
| Lüneburger Straße 53° 17′ 28″ N, 10° 43′ 56″ O     | Friedrich-Kücken-Denkmal    | | 28805680 |                |
| Marschdeich 1 53° 17′ 48″ N, 10° 43′ 34″ O         | Wohnhaus                    | Eingeschossiger traufständiger Backsteinfachwerkbau unter Halbwalmdach in Ziegelpfannendeckung, breites mittiges Zwerchhaus auf Nordseite. Annähernd symmetrische Fassade mit zwei Eingängen beiderseits des Zwerchhauses. Laut inschriftlicher Datierung errichtet 1843. | 28805699 | BW             |
| Zolldamm 1 53° 17′ 37″ N, 10° 43′ 57″ O            | Speicher                    | Zweigeschossiger Fachwerkbau mit Backsteinausfachungen in Geschossbauweise unter Satteldach mit Halbwalm im Südosten in Hohlpfannendeckung. Um 1692(d) unter Verwendung älterer Gefügeteile aus Mitte 16. Jh. errichtet. Massiver Südostgiebel um 1912. | 28806210 | BW             |
| Zollstraße 2 53° 17′ 34″ N, 10° 43′ 55″ O          | Wohnhaus                    | Eingeschossiger giebelständiger Fachwerkbau mit Backsteinausfachung unter Halbwalmdach in Ziegeldeckung. Errichtet im 19. Jh. | 28806229 |                |
| Zollstraße 5 53° 17′ 35″ N, 10° 43′ 53″ O          | Wohnhaus                    | Zweigeschossiger traufständiger Fachwerkbau mit Backsteinausfachung unter Satteldach mit einseitigem Halbwalm. Mittiges Zwerchhaus unter Satteldach mit Ladeluke und Kranausleger. Symmetrische fünfachsige Fassade mit mittigem Eingang. Inschrift mit Bibelvers auf der Obergeschoss-Schwelle. Errichtet Mitte 18. Jh. | 28806248 |                |
| Zollstraße 9 53° 17′ 35″ N, 10° 43′ 52″ O          | Speicher                    | Zweigeschossiger Sichtbacksteinbau unter ziegelgedecktem Satteldach. Außermittiger Zwerchgiebel unter Satteldach mit Firststaffel, Ladeluke und Kranausleger. In Achse darunter Ladeluken im hochgelegenen Erd- und OG. Außermittige Quereinfahrt rechts. Geschoss- und Traufgesims in Backstein-Ziersetzung. Errichtet Ende 19. Jh. | 28806267 |                |
| Zollstraße 32 53° 17′ 39″ N, 10° 43′ 46″ O         | Wohnhaus                    | Eingeschossiger Fachwerkbau mit Backsteinausfachung in Ecklage traufständig zur Schloßstraße, giebelständig zur Zollstraße, unter Satteldach mit einseitigem Halbwalm in Ziegeldeckung. Großes Zwerchhaus unter Satteldach zur Schloßstraße. Errichtet erste Hälfte 19. Jh. | 28803624 |                |
| 53° 17′ 5″ N, 10° 42′ 9″ O                         | Jüdischer Friedhof Bleckede | 1752 angelegt, 1802 erweitert. Das Gelände hat einen Mittelgang, an den zu beiden Seiten Grabfelder grenzen. Auf dem linken, älteren Feld befindet sich nach Verwüstungen der NS-Zeit wohl nur noch ein Grabstein an seiner ursprünglichen Stelle. Die übrigen Steine sind in einem Halbkreis aufgestellt. Das größere Feld deutet noch drei Reihen an, in denen die jeweils ursprünglich zehn Gräber angeordnet waren. Vier Flachsteine (1943/44) am Ende des größeren Feldes wurden für russische Zwangsarbeiter aufgestellt. Insgesamt sind 33 Grabsteine erhalten. | 28809054 | Weitere Bilder |

## Alt-Garge

### Einzelobjekte
| Lage                                        | Bezeichnung               | Beschreibung | ID       | Bild |
| ------------------------------------------- | ------------------------- | --- | -------- | ---- |
| Am Waldbad 2 53° 15′ 50″ N, 10° 48′ 22″ O   | Wohn-/ Wirtschaftsgebäude | Eingeschossiger traufständiger Backsteinbau mit mittigem dreiachsigem Eingangsrisalit mit Drempelgeschoß unter Halbwalmdach in Schieferdeckung. 1892(i). | 28806286 | BW   |
| Am Waldbad 2 53° 15′ 50″ N, 10° 48′ 21″ O   | Wohn-/ Wirtschaftsgebäude | Zweiständerhallenhaus mit Backsteinausfachungen unter Halbwalmdach. Nordwalm in Hohlpfannendeckung. 1800(i).                                             | 28806305 | BW   |
| Hauptstraße 38 53° 15′ 48″ N, 10° 48′ 29″ O | Gaststätte                | | 28806343 | BW   |

## Barskamp

### Gruppe: Kirchplatz und Marktplatz
Die Gruppe hat die ID: 34325645.

| Lage                                            | Bezeichnung               | Beschreibung | ID       | Bild |
| ----------------------------------------------- | ------------------------- | --- | -------- | ---- |
| Alt-Garger-Straße 1 53° 14′ 41″ N, 10° 47′ 8″ O | Wohn-/ Wirtschaftsgebäude | Giebelständiger Zweiständer-Fachwerkbau mit Backsteinausfachung unter Halbwalmdach in Ziegeldeckung. Wohngiebel zur Straße ausgerichtet. Ursprüngliche Längsdiele zur Querdiele umgebaut. Errichtet 1847. | 28805980 | BW   |
| Am Markt 6 53° 14′ 41″ N, 10° 46′ 54″ O         | Wohn-/ Wirtschaftsgebäude | Zweiständer-Fachwerrkbau mit Backsteinausfachung unter Halbwalmdach in Ziegelpfannendeckung in Ecklage, giebelständig mit dem Wirtschaftsgiebel zum Markt ausgerichtet, traufständig zur Köstorfer Straße. 1858. | 28805889 | BW   |
| Am Markt 9 53° 14′ 40″ N, 10° 47′ 4″ O          | Wohn-/ Wirtschaftsgebäude | Giebelständiger Zweiständer-Fachwerkbau mit Backsteinausfachung unter Halbwalmdach in Reetdeckung. Walm über dem zur Straße ausgerichteten Wohngiebel in Zementrautendeckung. Errichtet 1847. | 28805908 | BW   |
| Bei der Kirche 53° 14′ 34″ N, 10° 47′ 7″ O      | Kirche                    | Die St.-Vitus-Kirche Barskamp ist ein langgestreckter niedriger Saalbau in Backstein mit polygonalem Chor unter Satteldach mit polygonalem Walm über dem Chor. Älterer Rundturm in Feldstein mit Backsteinergänzungen unter Kegeldach. Architektonisch gerahmtes Hauptportal mit Dreiecksgiebel an der Nordseite. Innen dreischiffige Gliederung durch hölzerne Seitenemporen und dazwischen gespannte Holztonne. Romanischer Rundturm wohl um 950 errichtet, Chor aus schmalem Vorchorjoch und 5/10-Apsis um 1400, Schiff 1770 als barocker Saalbau erneuert. | 28805791 |      |
| Bei der Kirche 1 53° 14′ 33″ N, 10° 47′ 9″ O    | Schule                    | Vierständer-Fachwerkhaus mit Backsteinausfachung unter Halbwalmbach in Ziegelpfannendeckung. Ursprünglich Wirtschaftsteil im Osten, anschließende Lehrerwohnung in der Mitte und Schulräume mit eigenem Eingang im Westen. Errichtet um 1860. | 28805810 | BW   |
| Bei der Kirche 6 53° 14′ 33″ N, 10° 47′ 6″ O    | Wohn-/ Wirtschaftsgebäude | Anderthalbgeschossiger Sichtbacksteinbau mit ausgebautem Drempelgeschoss unter Krüppelwalmdach in Ziegelpfannendeckung. Große giebelseitige Dachüberstände mit Freigespärren. Risalitartig vorspringende Eingangszone mit Zwerchhaus unter Krüppelwalmdach an der Nordseite. Wirtschaftsteil im Westen mit außermittiger Querdiele. 1905. | 28805829 | BW   |

### Gruppe: Am Buursood 7, 11/13, 16
Die Gruppe hat die ID: 40867262.

| Lage                                             | Bezeichnung               | Beschreibung | ID       | Bild |
| ------------------------------------------------ | ------------------------- | --- | -------- | ---- |
| Am Buursood 7 53° 14′ 32″ N, 10° 47′ 1″ O        | Wohn-/ Wirtschaftsgebäude | Giebelständiges Vierständer-Fachhallenhaus mit Backsteinausfachung unter Halbwalmdach in Ziegelpfannendeckung. Erbaut 1878 (i).                                                                           | 28806032 | BW   |
| Am Buursood 11 / 13 53° 14′ 32″ N, 10° 46′ 57″ O | Wohn-/ Wirtschaftsgebäude | Traufständiges Zweiständer-Fachhallenhaus mit Backsteinausfachung auf Feldsteinsockel und unter Halbwalmdach in Zementrautendeckung. Errichtet 1847.                                                      | 28806070 | BW   |
| Am Buursood 16 53° 14′ 31″ N, 10° 46′ 53″ O      | Wohn-/ Wirtschaftsgebäude | Zweiständer-Fachhallenhaus in Ecklage, traufständig zur Straße am Buursood, mit Backsteinausfachung und unter Halbwalmdach. Nördliche Traufseite im Bereich des Wohnteils massiv ersetzt. Errichtet 1847. | 36693525 | BW   |

### Einzelobjekte
| Lage                                             | Bezeichnung | Beschreibung | ID       | Bild |
| ------------------------------------------------ | ----------- | --- | -------- | ---- |
| Köstorfer Straße 20 53° 14′ 35″ N, 10° 46′ 46″ O | Wohnhaus    | Anderthalbgeschossiger traufständiger Sichtbacksteinbau mit Drempel unter Halbwalmdach in dunkler Pfannendeckung. Mittige risalitartig betonte Zwerchgiebel an beiden Traufseiten, jeweils unter rechtwinklig zum Hauptfirst gerichteten Satteldach mit gleicher First- und höherer Traufhöhe. Fassadengliederung durch Lisenen und Geschoss- sowie Traufgesimse in Backsteinziersetzung. Einfriedung an der Süd- und Ostseite durch Mauer sowie Eisenzaun mit Backsteinpfeilern. Inschriftliche Datierung in Wetterfahne, 1901. | 35306939 | BW   |

## Bleckeder Moor

### Gruppe: Bleckeder Moor 13
Die Gruppe hat die ID: 34327339. Ehemalige Moorkolonistenstelle auf trapezförmigem Flurstück, bebaut mit kleinen giebelständigen Hallenhaus, rechtwinklig daran anschließenden Stallanbau sowie kleine giebelständige Querscheune.

| Lage                        | Bezeichnung               | Beschreibung | ID       | Bild |
| --------------------------- | ------------------------- | --- | -------- | ---- |
| 53° 17′ 51″ N, 10° 40′ 3″ O | Wohn-/ Wirtschaftsgebäude | Giebelständiges Zweiständer-Fachhallenhaus mit Backsteinausfachung unter Halbwalmdach in Reetdeckung. Inschrift am Hauptbalken des Wirtschaftsgiebel, mit Datierung: 1850. | 28808961 | BW   |
| 53° 17′ 51″ N, 10° 40′ 3″ O | Stallanbau                | Quer angebauter eingeschossiger Sichtbacksteinbau unter hohlpfannengedecktem Satteldach. Zwerchgiebel in Fachwerk unter Satteldach in straßenseitigen Dachfläche, mit Ladeluke und Aufzugausleger. Südwestlicher Teil als Schweinestall 1899 errichtet. Kuhstall als Verbindungsbau zum Haupthaus 1904 ergänzt. | 44316089 | BW   |
| 53° 17′ 51″ N, 10° 40′ 2″ O | Scheune                   | Giebelständiger Fachwerkbau mit Ausfachung in Backstein und Lehmstakung unter Satteldach in Zementrautendeckung. Quereinfahrt an nordöstlicher Traufseite. Giebeldreiecke senkrecht verbrettert. Errichtet 1873.                                                                                                | 28808979 | BW   |

### Gruppe: Zweiter Moorweg 1
Die Gruppe hat die ID: 44497300. Hofanlage auf dreieckigem Grundstück am nordwestlichen Rand des Ortes mit Wohn-/ Wirtschaftsgebäude und Fachwerkscheune des späten 19. Jh.

| Lage                                           | Bezeichnung               | Beschreibung | ID       | Bild |
| ---------------------------------------------- | ------------------------- | --- | -------- | ---- |
| Zweiter Moorweg 1 53° 17′ 54″ N, 10° 39′ 58″ O | Wohn-/ Wirtschaftsgebäude | Zweiständer-Fachhallenhaus mit Backsteinausfachung unter Halbwalmdach in Reetdeckung. Traufständig an Straße, aber mit traditioneller Längserschließung des Wirtschaftsteils. Errichtet Ende 19. Jh.                                                                                              | 44497387 | BW   |
| Zweiter Moorweg 1 53° 17′ 55″ N, 10° 39′ 56″ O | Scheune                   | Fachwerkbau mit Backsteinausfachung unter hohlpfannengedecktem Halbwalmdac. Außermittige Längsdurchfahrt. An südlicher Traufseite kübbungsartiger Stallanbau unter Schleppdach in gleicher Deckung. Ein Balken inschriftlich datiert „1721“, wohl hier in Zweitverwendung. Errichtet Ende 19. Jh. | 44468302 | BW   |

### Einzelobjekte
| Lage                                          | Bezeichnung       | Beschreibung | ID       | Bild |
| --------------------------------------------- | ----------------- | ------------ | -------- | ---- |
| Bleckeder Moor 11 53° 17′ 52″ N, 10° 40′ 5″ O | Gefallenendenkmal |              | 44700947 | BW   |

## Brackede

### Gruppe: Ortskern Brackede
Die Gruppe hat die ID: 34325375. Ortskern von Brackede mit typischen Siedlungsmerkmalen eines einreihigen Marschhufendorfes. Auf schmalen, senkrecht zum Deich ausgerichteten Marschhufen aneinander gereihte Hofanlagen. Haupthäuser giebelständig mit dem Wohnteil zum Deich, Wirtschaftsgiebel zur Feldseite ausgerichtet. Feldseitig hinter den Hauptgebäuden giebelständige Längsscheunen. Deichparalleler rückwärtiger Erschließungsweg.

| Lage                                             | Bezeichnung               | Beschreibung | ID       | Bild |
| ------------------------------------------------ | ------------------------- | --- | -------- | ---- |
| Deichstrasse 7 53° 21′ 10″ N, 10° 42′ 42″ O      | Wohn-/ Wirtschaftsgebäude | Hallenhaus in Fachwerk mit Backsteinausfachung unter Halbwalmdach in Ziegeldeckung. Wohnteil giebelständig zum Deich ausgerichtet. Errichtet wohl zweite Hälfte 19. Jh. Ende des 19. Jh. beide Giebel massiv ersetzt. Westliche Traufseite massiv, mit breitem nachträglichem Fachwerk-Zwerchhaus unter Satteldach mit inschriftlicher Datierung „umgebaut 1925“.                                                          | 28806571 | BW   |
| Deichstrasse 8 53° 21′ 12″ N, 10° 42′ 40″ O      | Wohn-/ Wirtschaftsgebäude | Zweigeschossiger quergerichteter Wohnteil. Wirtschaftsteil eines Zweiständer-Fachhallenhaus mit Backsteinausfachung unter Halbwalmdach in Faserzement-Wellplattendeckung, errichtet Ende 18. Jh. Wohnteil Anfang 20. Jh. durch zweigeschossigen Querbau ersetzt, mit massivem Erd- und Fachwerk-OG und unter Halbwalmdach mit Eulenloch in gleicher Deckung.                                                               | 28806609 | BW   |
| Deichstrasse 8 53° 21′ 10″ N, 10° 42′ 38″ O      | Scheune                   | Westlich der Hofzufahrt von Süden gelegene Längsscheune in Fachwerk mit Backsteinausfachung unter Halbwalmdach in Reetdeckung mit einseitigem Vollwalm über dem Südgiebel. Außermittige Längsdurchfahrt. Errichtet wohl im 18. Jh., weitgehend erneuert im 19. Jh. | 28803972 | BW   |
| Deichstrasse 8 53° 21′ 10″ N, 10° 42′ 38″ O      | Scheune                   | Östlich der Hofzufahrt von Süden gelegene Längsscheune in Fachwerk mit Backsteinausfachung unter Halbwalmdach in Reetdeckung. Außermittige Längsdurchfahrt. Errichtet laut Inschrift am hofseitigen Giebel 1836. | 28803991 | BW   |
| Deichstrasse 10 53° 21′ 12″ N, 10° 42′ 38″ O     | Wohn-/ Wirtschaftsgebäude | Zweiständerhaus mit Backsteinausfachungen unter Halbwalmdach in Reetdeckung. Ausrichtung des Wohnteils giebelständig zum Deich. 1730(i). Wesentliche Umbauphase 1857(i). | 28804010 | BW   |
| Deichstrasse 13 53° 21′ 15″ N, 10° 42′ 32″ O     | Wohn-/ Wirtschaftsgebäude | Zweiständerhaus in Unterrähmkonstruktion mit Backsteinausfachungen unter Halbwalmdach in Reetdeckung. 1731(i). Umbauphase im Wohnteil um 1870. | 28804067 | BW   |
| Deichstrasse 13 53° 21′ 13″ N, 10° 42′ 29″ O     | Scheune                   | Längsdurchfahrtsscheune in Fachwerk mit Backsteinausfachungen unter Walmdach in Reetdeckung. Innengerüst wohl 18. Jh. Außenwände erneuert. Ende 19.Jh. | 28804086 | BW   |
| Deichstrasse 14 53° 21′ 16″ N, 10° 42′ 29″ O     | Wohn-/ Wirtschaftsgebäude | Ehemaliges Zweiständerhaus mit Backsteinausfachungen unter Walmdach. Giebelständige Ausrichtung zum Deich. Wohnteil um 1900 in Fachwerk mit Backsteinausfachungen unter Satteldach in Hohlpfannendeckung erneuert. 1793. | 28804105 | BW   |
| Deichstrasse 14 53° 21′ 14″ N, 10° 42′ 28″ O     | Scheune                   | Längsdurchfahrtsscheune in Fachwerk mit Backsteinausfachungen unter Walmdach. 1869(i). | 28804124 | BW   |
| Deichstrasse 24 53° 21′ 20″ N, 10° 42′ 10″ O     | Wohn-/ Wirtschaftsgebäude | Zweiständer-Fachhallenhaus mit Backsteinausfachung in giebelständiger Ausrichtung zum Deich. Halbwalmdach in Pfannendeckung mit einseitigem Vollwalm über Wirtschaftsgiebel. Inschrift am Hauptbalken des Wohngiebels, mit Datierung „1805“. Prägender Umbau mit drempelartiger, traufseitig leicht vorkragender Aufstockung der Kübbungen des Wirtschaftsteils und übereinander gestaffelten Gauben im Wohnteil, um 1900. | 28806628 | BW   |
| Deichstrasse 25 53° 21′ 21″ N, 10° 42′ 9″ O      | Wohn-/ Wirtschaftsgebäude | Zweiständer-Fachhallenhaus mit Backsteinausfachung unter Halbwalmdach. Giebelständige Ausrichtung zum Deich. Spruchinschrift am Hauptbalken des Wohngiebels. Errichtet erste Hälfte 19. Jh. Wirtschaftsgiebel in Sichtbackstein massiv ersetzt, mit Ecklisenen und Ziergesimsen, zweite Hälfte 19. Jh. | 28806685 | BW   |
| Deichstrasse 26 53° 21′ 21″ N, 10° 42′ 5″ O      | Wohn-/ Wirtschaftsgebäude | Giebelständiges Hallenhaus unter Halbwalmdach. Ausrichtung des Wohnteils zum Deich. Wohl in erster Hälfte 19. Jh. errichtet. Außenwände in mehreren Phasen weitgehend massiv ersetzt: Wohngiebel in Sichtbackstein mit Ziergesimsen, Ende 19. Jh. Wirtschaftsteil im 20. Jh. verändert. | 28806704 | BW   |
| Deichstrasse 32 53° 21′ 30″ N, 10° 41′ 57″ O     | Wohn-/ Wirtschaftsgebäude | Zweiständer-Fachhallenhaus mit Backsteinausfachungen unter Halbwalmdach, giebelständig mit dem Wohnteil zum Deich ausgerichtet. Außenwände weitgehend massiv ersetzt. Inschrift an Giebelschwelle des Wohnteils, mit Datierung „ANNO 1710“. | 28806721 | BW   |
| Deichstrasse 32 53° 21′ 30″ N, 10° 41′ 55″ O     | Scheune                   | Eingeschossiger Fachwerkbau mit Lehmstakung, Bohlenausfachung und Verbretterung unter Walmdach, im Norden nachträglicher Steilgiebel. Außermittige Längsdurchfahrt. Inschrift am nördlichen Torsturz mit Datierung „1724“. | 28806740 | BW   |
| Deichstrasse 33 53° 21′ 31″ N, 10° 41′ 54″ O     | Wohn-/ Wirtschaftsgebäude | | 28806759 | BW   |
| Jensenstraße 5 53° 21′ 16″ N, 10° 42′ 24″ O      | Scheune                   | Längsscheune in Fachwerk mit Backsteinausfachung unter Halbwalmdach in Zementrautendeckung. Traufständig an der Jensenstraße, parallel zum Haupthaus. Zugehörig zum benachbarten ehemaligen „Gasthaus Jens“ um 1900 , inschriftliche Datierung „1788“. | 28804198 | BW   |
| Uhlenbuschstraße 48 53° 21′ 29″ N, 10° 41′ 50″ O | Wohn-/ Wirtschaftsgebäude | Weit zurückgesetztes giebelständiges Zweiständer-Fachhallenhaus mit Backsteinausfachung unter Halbwalmdach in Reetdeckung. Errichtet erste Hälfte 19. Jh. | 28806776 | BW   |
| Zu den Weiden 5 53° 21′ 4″ N, 10° 42′ 48″ O      | Wohn-/ Wirtschaftsgebäude | Zweiständer-Fachhallenhaus mit Backsteinausfachung unter Halbwalmdach in Reetdeckung. Giebelständig mit dem Wohnteil zum Deich. Inschrift am Hauptbalken des Wohngiebels sowie am Dielentorsturz, mit Namen der Bauherrschaft sowie Datierung „ANNO 1800“. | 28806514 | BW   |

## Breetze

### Einzelobjekte
| Lage                                               | Bezeichnung | Beschreibung | ID       | Bild |
| -------------------------------------------------- | ----------- | --- | -------- | ---- |
| Am Pool 6 53° 15′ 50″ N, 10° 42′ 24″ O             | Wohnhaus    | Eingeschossiger traufständiger langgestreckter Fachwerkbau mit Backsteinausfachung unter Satteldach in Ziegelpfannendeckung. Kleiner Wirtschaftsteil mit Quereinfahrt. Errichtet Mitte 19. Jh.                | 28806419 | BW   |
| Bokelstraße 6 53° 15′ 54″ N, 10° 42′ 31″ O         | Schafstall  | Eingeschossiger Fachwerkbau mit Backsteinausfachungen und Lehmstakung unter Walmdach in Reetdeckung. Mittige zweiflügelige nach außen aufschlagende Tore und Schäfertür im Nordgiebel. 18. Jh.                | 28806419 | BW   |
| Netzfeld 4 53° 15′ 50″ N, 10° 42′ 15″ O            | Wohnhaus    | Zweiständer-Fachhallenhaus mit Backsteinausfachung unter Halbwalmdach in Reetdeckung. Inschrift am Hauptbalken des Wirtschaftsgiebels und am Dielentorsturz, mit Namen der Bauherrschaft und Datierung, 1829. | 28806457 | BW   |
| Thomasburger Straße 2 53° 15′ 49″ N, 10° 42′ 32″ O | Wohnhaus    | Zweiständerhaus mit Backsteinausfachungen unter Halbwalmdach. 1849(i). Wohngiebel massiv ersetzt und rot geschlämmt mit Segmentbogenfenstern und Schieferdeckung des Walms. Mit Zaun, um 1900.                | 28806476 | BW   |
| Thomasburger Straße 7 53° 15′ 47″ N, 10° 42′ 26″ O | Scheune     | Langgestreckter traufständiger Fachwerkbau mit Backsteinausfachung unter Halbwalmdach in Ziegelpfannendeckung. Außermittige Längseinfahrt. 18./19. Jh.                                                        | 28806495 | BW   |

## Garlstorf

### Einzelobjekte
| Lage                                       | Bezeichnung               | Beschreibung | ID       | Bild |
| ------------------------------------------ | ------------------------- | --- | -------- | ---- |
| Dorfstraße 53° 21′ 2″ N, 10° 40′ 19″ O     | Martin-Luther-Kirche      | Die heutige Kirche wurde anstelle des Vorgängerbaues von 1755 bis 1758 erbaut. Es ist ein Backsteinbau mit einem Westturm. Durch Stützen für die Emporen ist der Kirchenraum in drei Schiffe geteilt. Im Inneren ein barocker Kanzelaltar. | 28806904 |      |
| Dorfstraße 27 53° 20′ 59″ N, 10° 40′ 41″ O | Wohn-/ Wirtschaftsgebäude | Traufständiges Fachwerkhaus mit Backsteinausfachungen unter reetgedecktem Halbwalmdach mit einseitigem Vollwalm. Inschrift am Dielentorsturz mit Bauherrennamen und Datierung „Anno 1689“. Außermittige Quereinfahrt, vermutlich durch Umbau entstanden. Giebel tw. massiv ersetzt. Nordecke an Straße abgeschrägt. Traufseitige Erschließung durch teilverglaste hölzerne Eingangstür, wohl erstes Drittel 20. Jh. | 28806922 | BW   |
| Dorfstraße 64 53° 21′ 5″ N, 10° 40′ 14″ O  | Wohn-/ Wirtschaftsgebäude | Zweiständer-Fachhallenhaus mit Backsteinausfachung unter Halbwalmdach in Reetdeckung. Inschriftliche Datierung am Wirtschaftsgiebel: 1760. | 28806941 | BW   |
| Dorfstraße 70 53° 21′ 6″ N, 10° 40′ 10″ O  | Wohn-/ Wirtschaftsgebäude | Zweiständerhaus in Ziegelfachwerk unter Halbwalmdach in Wellasbestzementdeckung. 1.H.18.Jh. | 28806960 | BW   |
| Mühlenweg 11 53° 21′ 12″ N, 10° 39′ 57″ O  | Wohn-/ Wirtschaftsgebäude | Kleines giebelständiges Zweiständer-Fachhallenhaus mit Backsteinausfachung unter reetgedecktem Halbwalmdach. Errichtet erste Hälfte 19. Jh. | 38859491 | BW   |

## Garze

### Gruppe: Große Straße 18
Die Gruppe hat die ID: 34325821. Hofanlage im Ortskern auf annähernd rechteckigem Eckgrundstück, mit Wohn-/ Wirtschaftsgebäude, Scheune sowie Stall in giebelständiger Ausrichtung zur Straße.

| Lage                                         | Bezeichnung               | Beschreibung | ID       | Bild |
| -------------------------------------------- | ------------------------- | --- | -------- | ---- |
| Große Straße 18 53° 18′ 25″ N, 10° 41′ 48″ O | Wohn-/ Wirtschaftsgebäude | Fachhallenhaus mit Backsteinausfachung unter Halbwalmdach in Ziegelpfannen- und Zementrautendeckung. Dielentor außermittig, Kübbungen verändert. Inschrift am Hauptbalken des Wirtschaftsgiebels sowie am Dielentorsturz, mit Bauherrschaft und Datierung: 1802.                    | 28807017 | BW   |
| Große Straße 18 53° 18′ 24″ N, 10° 41′ 49″ O | Scheune                   | Im Kern Fachwerkscheune mit Backsteinausfachung unter ziegelgedecktem Walmdach mit Quer- und Längseinfahrt. 19. Jh. Auf drei Seiten nachträgliche massive Vormauerschale in Sichtbackstein unter Mansarde. Nördliche Traufe als Flugdach für Wagenunterstand herabgezogen, um 1930. | 28807036 | BW   |
| Große Straße 18 53° 18′ 26″ N, 10° 41′ 49″ O | Stall                     | Eingeschossiger Sichtbacksteinbau unter hohlpfannengedecktem Satteldach. Zwerchgaube mit Ladeluke in südlicher Dachfläche. Stallgebäude mit Futterküche im Westteil. Um 1920. | 28807055 | BW   |

### Einzelobjekte
| Lage                                           | Bezeichnung               | Beschreibung | ID       | Bild |
| ---------------------------------------------- | ------------------------- | --- | -------- | ---- |
| Große Straße 16 53° 18′ 23″ N, 10° 41′ 54″ O   | Scheune                   | Traufständiger Fachwerkbau mit Backsteinausfachung unter Halbwalmdach in unterschiedlicher Deckung, ursprünglich reetgedeckt. Mittige Längsdurchfahrt. Inschriften an beiden Giebelseiten mit Bauherrennamen und Datierung: 1846. | 28806979 | BW   |
| Große Straße 31 53° 18′ 26″ N, 10° 41′ 38″ O   | Scheune                   | Giebelständiger Fachwerkbau mit Backsteinausfachung unter Halbwalmdach in Reetdeckung, Mittige Längsdurchfahrt. Inschrift am Nordgiebel. Errichtet zweite Hälfte 19. Jh.                                                          | 28807211 | BW   |
| Im Lütten Dörp 26 53° 18′ 33″ N, 10° 41′ 37″ O | Wohn-/ Wirtschaftsgebäude | Giebelständiges Zweiständer-Fachhallenhaus mit Backsteinausfachung unter Halbwalmdach. Inschriftliche Datierung am Wirtschaftsgiebel: 1734. Inschriftlich am Wohngiebel datierter Umbau: 1819.                                    | 28806998 | BW   |

## Göddingen

### Gruppe: Alte Dorfstr. 10
Die Gruppe hat die ID: 34325853. Hofanlage auf nach Süden stark abfallendem Gelände, Haupthaus im Norden, im Süden Zufahrt mit zwei parallel stehenden Scheunen und massivem Stall, Backsteinmauer im Norden, Hofeichen im Norden und Osten.

| Lage                         | Bezeichnung               | Beschreibung | ID       | Bild |
| ---------------------------- | ------------------------- | --- | -------- | ---- |
| 53° 15′ 19″ N, 10° 45′ 40″ O | Wohn-/ Wirtschaftsgebäude | Giebelständiges Zweiständer-Fachhallenhaus mit Backsteinausfachung unter Halbwalmdach in Ziegelpfannendeckung. Inschrift am Hauptbalken des Wirtschaftsgiebels und am Dielentorsturz, mit Datierung: 1838. Umbau des Wohnteils inschriftlich datiert an Eingangsstufe: 1854. | 28807369 | BW   |
| 53° 15′ 18″ N, 10° 45′ 40″ O | Stall                     | Eingeschossiger langgestreckter Sichtbacksteinbau an der östlichen Grundstücksgrenze, mit Ziegeldekor unter ziegelgedecktem Satteldach. Zwerchgaube mit Ladeluke unter Schleppdach in hofseitiger Dachfläche. Errichtet um 1900.                                             | 28807312 | BW   |
| 53° 15′ 17″ N, 10° 45′ 39″ O | Scheune                   | Giebelständiger Fachwerkbau mit Backsteinausfachung unter Halbwalmdach in Faserzement-Wellplattendeckung. Außermittige Längsdurchfahrt. Inschriftliche Datierung: 1870. | 28807331 | BW   |
| 53° 15′ 16″ N, 10° 45′ 39″ O | Scheune                   | Ursprünglich reetgedeckter Schafstall. Giebelständiger Fachwerkbau mit Backsteinausfachung unter Halbwalmdach in Wellplattendeckung. Zwei Längsdurchfahrten. Inschriften an beiden Giebelseiten, im Norden mit Bauherrschaft und Datierung: 1851.                            | 28807350 | BW   |

### Gruppe: Landstr. 20
Die Gruppe hat die ID: 34325837. Hofanlage in Ecklage am nordöstlichen Rand des Ortskerns, mit massivem Hallenhaus und massivem Wirtschaftsgebäude mit Landarbeiterwohnung. Hoffläche und Zufahrt von Norden mit Feldsteinpflaster. Alter Baumbestand im südlichen Teil.

| Lage                                       | Bezeichnung               | Beschreibung | ID       | Bild |
| ------------------------------------------ | ------------------------- | --- | -------- | ---- |
| Landstraße 20 53° 15′ 23″ N, 10° 45′ 46″ O | Wohn-/ Wirtschaftsgebäude | Eingeschossiger Sichtbacksteinbau unter Krüppelwalmdach in Schieferdeckung, nach Grundriss und Bauform in Tradition des Flettdielenhauses. Wohnteil im Osten mit Schaugiebel mit aufwändigem Backsteindekor in Form von Zierbändern, Gesimsen und Brüstungsfeldern. Außermittiger Zwerchgiebel in nördlicher Dachfläche über dem Fletteingang, ebenfalls als verzierter Schaugiebel ausgebildet, mit First- und Schulterstaffeln. Errichtet 1895. | 28807289 | BW   |
| Landstraße 20 53° 15′ 22″ N, 10° 45′ 44″ O | Wirtschaftsgebäude        | Wirtschaftsgebäude mit Landarbeiterwohnung, Futterküche und Stallteil. Zweigeschossiger unterkellerter Sichtbacksteinbau unter Walmdach; flache Schleppgaube in der östlichen Dachfläche. Am Südgiebel anschließender langgestreckter eingeschossiger Stallteil in Sichtbackstein unter Satteldach. Zwerchgaube mit Ladeluke unter Schleppdach in östlicher Dachfläche am Südgiebel des Kopfbaus. Errichtet um 1925.                              | 28807231 | BW   |

### Einzelobjekte
| Lage                                       | Bezeichnung | Beschreibung | ID       | Bild |
| ------------------------------------------ | ----------- | --- | -------- | ---- |
| Landstraße 12 53° 15′ 24″ N, 10° 45′ 30″ O | Göpel       | An die nördliche Traufseite einer modernisierten Scheune anschließender Anbau. Regelmäßig achteckiger Fachwerkbau mit Backsteinausfachung unter polygonal abgewalmtem, im Süden an die Scheune anschließendem Satteldach in Ziegeldeckung. Errichtet Ende 19. Jh. | 28807388 | BW   |

## Karze

### Gruppe: Am Rotdorn 2
Die Gruppe hat die ID: 34325869. Hofanlage in Ortsmitte mit Wohn-/ Wirtschaftsgebäude sowie zwei Stallgebäuden.

| Lage                                            | Bezeichnung               | Beschreibung | ID       | Bild |
| ----------------------------------------------- | ------------------------- | --- | -------- | ---- |
| Am Rotdorn 2, 2e 53° 18′ 52″ N, 10° 40′ 30″ O   | Wohn-/ Wirtschaftsgebäude | Freistehendes Zweiständer-Fachhallenhaus mit Backsteinausfachung unter Halbwalmdach in Ziegelpfannendeckung. Um 1800. Nachträgliche Vergrößerung durch Verbreiterung der Kübbungen und Anhebung des Daches sowie Umbau des Wohnteils, wohl um 1830. | 28807426 | BW   |
| Am Rotdorn 2 a / b 53° 18′ 51″ N, 10° 40′ 30″ O | Stall                     | Freistehendes Gebäude. Eingeschossiger Sichtbacksteinbau unter Krüppelwalmdach in Ziegelpfannendeckung. Zwerchgaube in Fachwerk mit Backsteinausfachung unter Satteldach außermittig in östlicher Dachfläche, mit Ladeluke. Um 1900.                | 28807485 | BW   |
| Am Rotdorn 2 c / d 53° 18′ 52″ N, 10° 40′ 32″ O | Stall                     | Freistehender eingeschossiger Fachwerkbau mit Backsteinausfachung unter Krüppelwalmdach in Ziegeldeckung. Zwerchgaube mit Ladeluke unter Satteldach in der südlichen Dachfläche. Um 1875. Heute zu Wohnzwecken umgebaut.                            | 28807466 | BW   |

### Gruppe: In der Twiete 1
Die Gruppe hat die ID: 34325901. Hofanlage am westlichen Ortsrand, mit Wohn-/ Wirtschaftsgebäude, Scheune, Remise und Stall. Alle Gebäude annähernd firstparallel ausgerichtet. Alter Baumbestand, unter anderem Hofeiche an Zufahrt.

| Lage                         | Bezeichnung               | Beschreibung | ID       | Bild |
| ---------------------------- | ------------------------- | --- | -------- | ---- |
| 53° 18′ 53″ N, 10° 40′ 18″ O | Scheune                   | Vierständer-Fachwerkbau mit Backsteinausfachung unter Halbwalmdach in Ziegelpfannendeckung. Außermittige Längsdurchfahrt. Um 1870. | 28807639 | BW   |
| 53° 18′ 55″ N, 10° 40′ 21″ O | Wohn-/ Wirtschaftsgebäude | Gebäude in schräger Stellung zur Straße, Wirtschaftsgiebel zur Scheune ausgerichtet. Zweiständer-Fachhallenhaus mit Backsteinausfachung unter Halbwalmdach in Reetdeckung. Um 1870.                                                                                        | 28807658 | BW   |
| 53° 18′ 55″ N, 10° 40′ 20″ O | Stall                     | Traufständiger Fachwerkbau an nordwestlicher Grundstücksgrenze mit Backsteinausfachung unter Satteldach in Ziegeldeckung. Um 1870. | 28807601 | BW   |
| 53° 18′ 54″ N, 10° 40′ 18″ O | Remise                    | Langgestreckter eingeschossiger traufständiger Fachwerkbau an nordwestlicher Grundstücksgrenze, mit Backsteinausfachung und unter flach geneigtem Satteldach in Ziegelpfannendeckung. Mehrere Quereinfahrten an Hofseite, teils als offener Unterstand ohne Tore. Um 1870. | 28807620 | BW   |

### Gruppe: Schulgehöft
Die Gruppe hat die ID: 34325885. Kleine Hofanlage am östlichen Ortsrand, mit Schulgebäude mit Lehrerwohnung und Querscheune für kleine Landwirtschaft.

| Lage                                    | Bezeichnung | Beschreibung | ID       | Bild |
| --------------------------------------- | ----------- | --- | -------- | ---- |
| Schulweg 9 53° 18′ 52″ N, 10° 40′ 40″ O | Schule      | Eingeschossiger traufständiger Fachwerkbau mit Backsteinausfachung unter Halbwalmdach in Ziegeldeckung. Ursprünglich Schulhaus mit Lehrerwohnung, getrennte Eingänge für Wohn- und Schulteil jeweils mittig am hofseitigen Giebel und an Traufseite. Errichtet um 1850. | 28807580 | BW   |
| Schulweg 9 53° 18′ 53″ N, 10° 40′ 40″ O | Scheune     | Freistehenfes Gebäude, traufständig zur Hoffläche. Fachwerkbau mit Backsteinausfachung unter Satteldach in Ziegeldeckung, Quereinfahrt. Um 1850. | 28807561 | BW   |

### Einzelobjekte
| Lage                                      | Bezeichnung               | Beschreibung | ID       | Bild |
| ----------------------------------------- | ------------------------- | --- | -------- | ---- |
| Am Rotdorn 1 53° 18′ 53″ N, 10° 40′ 27″ O | Wohn-/ Wirtschaftsgebäude | Freistehendes Gebäude, Wohngiebel schräg zur Straße Am Rotdorn ausgerichtet. Zweiständer-Fachhallenhaus mit Backsteinausfachung unter Halbwalmdach. Errichtet wohl um 1843. Wirtschaftsgiebel massiv ersetzt, 1906.                                                                         | 28807504 | BW   |
| Schulweg 7 53° 18′ 55″ N, 10° 40′ 38″ O   | Heuerhaus                 | Freistehendes Zweiständer-Fachhallenhaus mit Backsteinausfachung auf Feldsteinsockel und unter Halbwalmdach, ursprünglich in Reetdeckung. Inschrift am Wirtschaftsgiebel mit Bauherrschaft und Datierung: „Anno 1779“. Später durch Umnutzung zur Scheune einige Veränderungen des Gefüges. | 28807678 | BW   |

## Neu Bleckede

### Einzelobjekte
| Lage                                 | Bezeichnung | Beschreibung | ID       | Bild |
| ------------------------------------ | ----------- | --- | -------- | ---- |
| Elbdeich 53° 18′ 0″ N, 10° 44′ 40″ O | Wachturm    | Quadratischer Turm aus Betonfertigteilen, Beobachtungsraum im Obergeschoss, darüber begehbare Plattform. Typ BT-9 (4x4). Nach 1976. | 28808876 |      |

## Neu Wendischthun

### Gruppe: Neu Bleckeder Straße 13
Die Gruppe hat die ID: 34327258. Hofanlage auf Wurt am südwestlichen Rand der Siedlung, bestehend aus Hallenhaus und Stall.

| Lage                         | Bezeichnung               | Beschreibung | ID       | Bild |
| ---------------------------- | ------------------------- | --- | -------- | ---- |
| 53° 18′ 10″ N, 10° 46′ 14″ O | Wohn-/ Wirtschaftsgebäude | Zweiständer-Fachhallenhaus mit Backsteinausfachung unter Halbwalmdach mit Reetdeckung. 1799.                                                                      | 28808712 | BW   |
| 53° 18′ 10″ N, 10° 46′ 15″ O | Stall                     | Eingeschossiger Fachwerkbau mit Backsteinausfachung unter reetgedecktem Satteldach. Stall mit Futterküche oder Backhaus im Südteil. Errichtet wohl Anfang 19. Jh. | 28808694 | BW   |

### Gruppe: Neu Bleckeder Straße 14
Die Gruppe hat die ID: 34327240. Hofanlage auf rautenförmigem Grundriss mit Hallenhaus und Nebengebäude auf Wurt, Scheune an nordwestlicher Grundstücksgrenze unterhalb der Hauswurt auf niedrigeren Aufschüttung sowie Backhaus in Ostecke. Zufahrt und Hoffläche mit Feldsteinpflaster. Alte Hofeichen.

| Lage                         | Bezeichnung               | Beschreibung | ID       | Bild |
| ---------------------------- | ------------------------- | --- | -------- | ---- |
| 53° 18′ 15″ N, 10° 46′ 14″ O | Wohn-/ Wirtschaftsgebäude | Zweiständer-Fachhallenhaus mit Backsteinausfachung unter Halbwalmdach mit Reetdeckung. 1802. | 28808784 | BW   |
| 53° 18′ 15″ N, 10° 46′ 15″ O | Wohnhaus                  | Ursprünglich Speicher (?). Kleines Fachwerkgebäude mit Backsteinausfachung unter Satteldach mit Drempel. Rechtwinklig neben dem Wohnteil des Haupthauses auf der Wurt. Errichtet wohl zweite Hälfte 19. Jh. | 28808750 | BW   |
| 53° 18′ 17″ N, 10° 46′ 15″ O | Scheune                   | Traufständige Längsdurchfahrtsscheune in Vierständerbauweise mit Backsteinausfachung unter Halbwalmdach. Errichtet im 19. Jh.                                                                               | 28808768 | BW   |
| 53° 18′ 15″ N, 10° 46′ 18″ O | Backhaus                  | Kleines Fachwerkgebäude mit Backsteinausfachung unter reetgedecktem Halbwalmdach. An östlicher Grundstücksgrenze traufständig zum dortigen Weg. Errichtet wohl Anfang 19. Jh.                               | 28808732 | BW   |

### Einzelobjekte
| Lage                                                 | Bezeichnung               | Beschreibung | ID       | Bild |
| ---------------------------------------------------- | ------------------------- | --- | -------- | ---- |
| Neu Bleckeder Straße 53° 18′ 16″ N, 10° 46′ 51″ O    | Gefallenendenkmal         | | 28808840 | BW   |
| Neu Bleckeder Straße 11 53° 18′ 18″ N, 10° 46′ 28″ O | Wohn-/ Wirtschaftsgebäude | Auf einer Wurt gelegenes traufständiges Zweiständer-Fachhallenhaus mit Backsteinausfachung unter Halbwalmdach mit Reetdeckung. 1827. | 28808821 | BW   |

## Nindorf

### Gruppe: Nindorf Nr. 3
Die Gruppe hat die ID: 34325917. Hofanlage mit Wohn-/ Wirtschaftsgebäude und Scheune sowie ursprünglich Stall. Umfangreicher alter Baumbestand. Markante, sehr alte Ulme an der Grundstückszufahrt.

| Lage                         | Bezeichnung               | Beschreibung | ID       | Bild |
| ---------------------------- | ------------------------- | --- | -------- | ---- |
| 53° 15′ 42″ N, 10° 44′ 42″ O | Wohn-/ Wirtschaftsgebäude | Zweiständer-Fachhallenhaus mit Backsteinausfachung unter Halbwalmdach. Inschriften an den Hauptbalken des Wohn- und Wirtschaftsgiebels sowie am Dielentorsturz, mit Datierung „Errichtet den 17ten April 1849“. | 28807754 | BW   |
| 53° 15′ 41″ N, 10° 44′ 39″ O | Scheune                   | Querscheune in Fachwerk mit Backsteinausfachung mit hohem verschaltem Drempel und Satteldach in Ziegelpfannendeckung. Errichtet wohl Ende 19., Anfang 20. Jh.                                                   | 28807736 | BW   |

## Radegast

### Gruppe: Marschhufendorf Radegast
Die Gruppe hat die ID: 34325933. Ortslage Radegast mit den am Elbdeich aufgereihten Höfen. Landseitige deichparallele Erschließungsstraße hinter den Hofgrundstücken. Kirche in Ortsmitte.

| Lage                                           | Bezeichnung               | Beschreibung | ID       | Bild           |
| ---------------------------------------------- | ------------------------- | --- | -------- | -------------- |
| Am Deich 1 53° 20′ 25″ N, 10° 43′ 52″ O        | Wohn-/ Wirtschaftsgebäude | Zweiständer-Fachhallenhaus mit Backsteinausfachung unter Walmdach in Zementrautendeckung, 1692. Wohnteil massiv erneuert und erweitert zu anderthalbgeschossigem Sichtbacksteinbau mit ausgebautem Drempel unter Krüppelwalmdach in Pfannendeckung, 1902. | 28807772 | BW             |
| Am Deich 1 53° 20′ 24″ N, 10° 43′ 50″ O        | Scheune                   | Dreiständer-Fachwerkbau mit senkrechter Holzverschalung auf Feldsteinsockel unter Walmdach in Wellplattendeckung, ursprünglich weich gedeckt. Außermittige Längsdurchfahrt. Gefüge wohl original erhalten. Inschrift am Nordostgiebel mit Bauherrschaft und Datierung: 1686. | 28807790 | BW             |
| Am Deich 1 53° 20′ 24″ N, 10° 43′ 52″ O        | Stall                     | Anderthalbgeschossiges traufständiges Gebäude unter Satteldach in Pfannendeckung. Nordwestliche Traufseite zum Hof in Fachwerk mit Backsteinausfachung und senkrecht verschaltem Drempel, Traufseite zum Deich sowie beide Giebel massiv in Sichtbackstein. Zwerchgaube mit Ladeluke unter Schleppdach in hofseitiger Dachfläche. Außenschornstein am Nordostgiebel, hier vermutlich Futterküche. Um 1870. | 28807828 | BW             |
| Am Deich 1 53° 20′ 24″ N, 10° 43′ 51″ O        | Heuerhaus                 | Eingeschossiger traufständiger Fachwerkbau mit Backsteinausfachung auf Backsteinsockel und unter Satteldach in Ziegelpfannendeckung. Zwei nachträgliche Quereinfahrten an südöstlicher Traufseite. Südwestgiebel massiv ersetzt, mit Längseinfahrt. Errichtet Ende 19. Jh. als Heuerhaus, später umgenutzt zu Wirtschaftsgebäude, wohl Remise. | 28807810 | BW             |
| Am Deich 6 53° 20′ 35″ N, 10° 43′ 55″ O        | Scheune                   | Zurückgesetzter traufständiger Fachwerkbau mit Backsteinausfachung unter Walmdach, ursprünglich in Reetdeckung. Außermittige Längsdurchfahrt. Errichtet im 19. Jh. | 28807910 | BW             |
| Am Deich 7 53° 20′ 36″ N, 10° 43′ 57″ O        | Wohn-/ Wirtschaftsgebäude | Vierständer-Fachhallenhaus mit Backsteinausfachung unter Halbwalmdach in Ziegelpfannendeckung. Inschrift am Dielentorsturz mit Datierung: 1888. | 28807928 | BW             |
| Am Deich 8 53° 20′ 36″ N, 10° 43′ 56″ O        | Wohn-/ Wirtschaftsgebäude | Zweiständer-Fachhallenhaus mit Backsteinausfachung unter Halbwalmdach. Inschrift am Dielentorsturz mit Bauherrschaft und Datierung: 1841. | 28807946 | BW             |
| Am Deich 8 53° 20′ 37″ N, 10° 43′ 55″ O        | Scheune                   | Gebäude westlich des Haupthauses, traufständig an westlicher Grundstücksgrenze. Zweiständer-Fachwerkbau mit Backsteinausfachung unter Halbwalmdach in Pfannendeckung. Mittige Längseinfahrt von Süden. Inschrift am Südgiebel mit Bauherrschaft und Datierung: 1858. | 28807982 | BW             |
| Am Deich 8 53° 20′ 35″ N, 10° 43′ 53″ O        | Scheune                   | Gebäude im Süden an westlicher Grundstücksgrenze. Großer Dreiständer-Fachwerkbau mit Backsteinausfachung unter Walmdach in Zementrautendeckung. Außermittige Längsdurchfahrt. Inschrift am nördlichen Torsturz mit Bauherrschaft und Datierung: 1881. | 28807964 | BW             |
| Am Deich 11 53° 20′ 38″ N, 10° 43′ 45″ O       | Wohn-/ Wirtschaftsgebäude | Zweiständer-Fachhallenhaus mit Backsteinausfachung unter Halbwalmdach in Reetdeckung, wohl 1864. Wirtschaftsgiebel massiv in Sichtbackstein erneuert, mit Ecklisenen und Ziergesimsen, korbbogigem Dielentor sowie zeit- und regionaltypischen lanzettartigen Lüftungsöffnungen im DG, um 1910. | 28808000 | BW             |
| Am Deich 12 53° 20′ 37″ N, 10° 43′ 44″ O       | Scheune                   | Ursprünglich zur Hofanlage Nr. 11 gehörendes Gebäude, südwestlich des Haupthauses. Fachwerkbau auf Feldsteinsockel unter weit vorkragendem Walmdach in Zementrautendeckung, Gefache teils ausgemauert, teils verbrettert. Längs- und Quereinfahrt. Errichtet laut Inschrift über dem traufseitigen Eingang 1631. Wohl nachträglich erhöht. | 28808018 | BW             |
| Am Deich 14 53° 20′ 39″ N, 10° 43′ 43″ O       | Küsterhaus                | Schul- und Küsterhaus mit Lehrerwohnung. Eingeschossiger giebelständiger Sichtbacksteinbau unter Halbwalmdach in Ziegeldeckung. Errichtet Ende 19. Jh. | 28808036 | BW             |
| Am Deich 19 53° 20′ 47″ N, 10° 43′ 30″ O       | Wohn-/ Wirtschaftsgebäude | Zweiständer-Fachhallenhaus mit Backsteinausfachung unter Halbwalmdach in Zementrautendeckung. Inschrift am Dielentor mit Bauherrschaft und Datierung: 1746. | 28808128 | BW             |
| Zum Kirchplatz 9 53° 20′ 43″ N, 10° 43′ 36″ O  | Wohn-/ Wirtschaftsgebäude | Giebelständiges Vierständerhaus unter ziegelgedecktem Halbwalmdach. Wirtschaftsteil in Fachwerk mit Backsteinausfachung, Wohnteil massiv in Sichtbackstein. Errichtet Ende 19. Jh. | 28808110 | BW             |
| Zum Kirchplatz 53° 20′ 40″ N, 10° 43′ 36″ O    | Kirche                    | Die Kirche Radegast ist ein gotischer Saalbau in Backstein mit polygonalem Ostabschluss und teils geböschten, teils gestuften Strebepfeilern. Über Chor polygonal abgewalmtes pfannengedecktes Satteldach. Spitzbogige Fenster, im Chorbereich paarweise gekuppelt. Gedrungener Westturm mit quadratischem Grundriss, EG in Feldstein, darüber in Backstein mit Fachwerk-Innengerüst, unter schiefergedecktem geknicktem Spitzhelm. Errichtet wohl um 1452, das Mauerwerk verschiedentlich erneuert, Westturm im 18. Jh. erneuert, mit inschriftlicher Datierung über dem Portal (1759) und auf der Wetterfahne (1765). Elliptische Holztonne über dem Saalraum 1729. | 28809171 | Weitere Bilder |
| Zum Kirchplatz 12 53° 20′ 40″ N, 10° 43′ 34″ O | Pfarrwitwenhaus           | Giebelständiges Zweiständer-Fachhallenhaus mit Backsteinausfachung unter reetgedecktem Dach mit Halbwalm am Wohngiebel und Vollwalm mit einseitiger Giebelküppung am Wirtschaftsgiebel. Lateinische Inschrift am Dielentorsturz, mit Datierung „ANNO 1674“. | 28808110 | BW             |
| Zum Kirchplatz 14 53° 20′ 39″ N, 10° 43′ 36″ O | Wohn-/ Wirtschaftsgebäude | Giebelständiges Vierständerhaus mit Backsteinausfachungen unter Halbwalmdach in Pfannendeckung. 1816. Durchgreifender Umbau um 1900. | 28808072 | BW             |
| Zum Kirchplatz 16 53° 20′ 40″ N, 10° 43′ 38″ O | Wohn-/ Wirtschaftsgebäude | Zweiständer-Fachhallenhaus mit Backsteinausfachung unter Halbwalmdach in Pfannendeckung. Wohngiebel teilweise massiv ersetzt. Inschrift am Wohngiebel mit Bauherrschaft und Datierung: 1849. | 28808072 | BW             |

## Rosenthal

### Gruppe: Rosenthal 6
Die Gruppe hat die ID: 34325949. Hofanlage im Südwesten des Ortskerns auf annähernd rechteckigem Grundstück. Haupthaus und westlich anschließenden Wirtschaftsgebäude. Alle Gebäude wurden nach Brand 1933 völlig neu errichtet.

| Lage                         | Bezeichnung               | Beschreibung | ID       | Bild |
| ---------------------------- | ------------------------- | --- | -------- | ---- |
| 53° 18′ 44″ N, 10° 38′ 0″ O  | Wohn-/ Wirtschaftsgebäude | Hallenhausartiger traufständiger Sichtbacksteinbau auf hohem Feldsteinsockel unter pfannengedecktem Halbwalmdach. Zwerchhaus unter Halbwalmdach in östlicher Dachfläche über Wohneingang. Zurückgesetzte Eingangsveranda mit vorgelegten Stufen. Polygonal vortretende Veranda mit darüberliegender Terrasse mittig am Wohngiebel. Rustizierungen in Backstein am Einfahrtstor des Wirtschaftsgiebels. Giebeltrapeze des Wohnteils und des Zwerchhauses in dekorativem Fachwerk. Inschriften an den Giebelschwellen, mit Bauherrschaft und Datierung: 1933. | 28808183 | BW   |
| 53° 18′ 44″ N, 10° 37′ 59″ O | Stall                     | Gebäude mit Stallungen sowie Futterküche im Ostteil. Eingeschossiger Sichtbacksteinbau unter Satteldach mit Pfannendeckung. Zwerchhaus in Fachwerk mit Ladeluke unter Satteldach in hofseitiger Dachfläche. Niedrigerer zurückspringender Verbindungsbau zum Haupthaus. Errichtet 1933 | 28808165 | BW   |
| 53° 18′ 44″ N, 10° 37′ 59″ O | Remise                    | Langgestreckter traufständiger Massivbau zwischen Stallgebäude und Scheune unter pfannengedecktem Satteldach. Hofseitig offene Remise mit Ständern und Kopfbügen. Einfahrtstor an westlicher Traufseite. Im Süden allseits geschlossener Teil in Sichtbackstein. Errichtet 1933. | 28809449 | BW   |
| 53° 18′ 45″ N, 10° 37′ 59″ O | Scheune                   | Traufständiger Bau unter flach geneigtem Satteldach mit hofseitig herabgezogenem Flugdach in Zementrautendeckung. Holzkonstruktion auf Betonsockel mit senkrechter und waagerechter Verbretterung. Südgiebel massiv in Backstein. Mittige Querdurchfahrt. Am Nordgiebel Anbauten in Backstein und Holz unter Pultdächern. Errichtet 1933. | 28808146 | BW   |

## Vogelsang

### Gruppe Vogelsang Nr. 8
Die Gruppe hat die ID: 34325981. Hofanlage am nordöstlichen Ortsrand mit Heuerhaus der ersten Hälfte 19. Jh. und großer massiver Scheune von 1922.

| Lage                         | Bezeichnung | Beschreibung | ID       | Bild |
| ---------------------------- | ----------- | --- | -------- | ---- |
| 53° 19′ 31″ N, 10° 39′ 32″ O | Wohnhaus    | Eingeschossiger Fachwerkbau mit Backsteinausrichtung unter Halbwalmdach in Ziegelpfannendeckung. Errichtet als Heuerhaus um 1830. Später Umnutzung zum Stall. | 28808255 | BW   |
| 53° 19′ 30″ N, 10° 39′ 34″ O | Scheune     | Freistehender anderthalbgeschossiger Sichtbacksteinbau mit Quereinfahrt unter Walmdach in Pfannendeckung. Strebepfeilerartige Lisenen an Gebäudeecken und Giebeln sowie an südöstlicher Traufseite. Massiver Drempel mit verputzten Wandflächen zwischen pfeilerartigen Backsteinvorlagen. Fachwerkanbau unter Pultdach am Nordostgiebel. Hofseitig niedrigerer Vorbau unter Satteldach. Hier Inschrift am Giebel mit Datierung: 1922. | 28808237 | BW   |

### Einzelobjekte
| Lage                               | Bezeichnung               | Beschreibung | ID       | Bild |
| ---------------------------------- | ------------------------- | --- | -------- | ---- |
| Nr. 5 53° 19′ 28″ N, 10° 39′ 32″ O | Wohn-/ Wirtschaftsgebäude | Zweiständerhaus in Backsteinfachwerk unter Halbwalmdach in Reetdeckung, Wohngiebel vertikal verbrettert. 1838(i). | 28809306 | BW   |
| Nr. 6 53° 19′ 28″ N, 10° 39′ 29″ O | Wohn-/ Wirtschaftsgebäude | Wirtschaftsteil eines Zweiständerbaus mit Backsteinausfachungen unter Halbwalmdach in Reetdeckung, durch Abbruch des früheren Wohnteils heute mit einseitigem Steilgiebel im Südwesten. Inschrift am Hauptbalken des Wirtschaftsgiebels sowie am Dielentorsturz, mit Bauherrschaft und Datierung: „Anno 1835“. | 28808219 | BW   |

## Walmsburg

### Gruppe: Rundling Walmsburg
Die Gruppe hat die ID: 34325997. Ortskern in Form eines halben Rundlings mit traufständigen Gebäuden am Nordrand sowie giebelständig um den Dorfplatz gruppierten Gebäuden in der Südhälfte. Hofanlagen mit Baubestand überwiegend aus letztem Drittels des 19. Jh. bis 1914.

| Lage                                            | Bezeichnung               | Beschreibung | ID       | Bild |
| ----------------------------------------------- | ------------------------- | --- | -------- | ---- |
| Brüchkuhlenweg 2 53° 14′ 27″ N, 10° 50′ 43″ O   | Wohn-/ Wirtschaftsgebäude | Zweiständer-Fachhallenhaus mit Backsteinausfachung unter Halbwalmdach in Pfannendeckung. Errichtet 1840. Über dem Eingang Zwerchhaus von 1928, im Westen massiver Stallanbau von 1920/30. | 28808580 | BW   |
| Kateminer Straße 5 53° 14′ 24″ N, 10° 50′ 46″ O | Scheune                   | Giebelständiger Fachwerkbau mit Backsteinausfachung auf Feldsteinsockel und unter Halbwalmdach in Schieferdeckung. Außermittige Längsdurchfahrt. Errichtet um 1875. | 28808508 | BW   |
| Kateminer Straße 7 53° 14′ 23″ N, 10° 50′ 47″ O | Wohn-/ Wirtschaftsgebäude | Zweiständer-Fachhallenhaus mit Backsteinausfachung unter Halbwalmdach in Ziegelpfannendeckung. Zwerchhaus unter Walmdach über dem Fletteingang in westlicher Dachfläche. Inschrift mit Datierung am Hauptbalken des Wirtschaftsgiebels sowie am Dielentorsturz. Errichtet 1873. | 28808490 | BW   |
| Kateminer Straße 7 53° 14′ 22″ N, 10° 50′ 46″ O | Stall                     | Langgestreckter giebelständiger eingeschossiger Sichtbacksteinbau unter Satteldach in Ziegelpfannendeckung. Giebel mit First- und Schulterstaffeln sowie getrepptem Ortganggesims in Backsteinziersetzung. Massive Zwerchgaube mit Ladeluke in hofseitiger Dachfläche mit Giebelzier. Errichtet Um 1910. | 28808472 | BW   |
| Kateminer Straße 9 53° 14′ 23″ N, 10° 50′ 49″ O | Wohn-/ Wirtschaftsgebäude | Zweiständerhaus in Fachwerk mit Backsteinausfachung unter Halbwalmdach in Ziegelpfannendeckung. Spätere Gaube über dem Westeingang am Wohnteil. Inschrift mit Datierung am Hauptbalken des Wirtschaftsgiebels sowie am Dielentorsturz. Errichtet. 1862. | 28808454 | BW   |
| Kateminer Straße 9 53° 14′ 25″ N, 10° 50′ 48″ O | Scheune                   | Langgestreckter giebelständiger Sichtbacksteinbau unter Halbwalmdach in Ziegelpfannendeckung. Außermittige Längsdurchfahrt. Gliederung durch Lisenen und Trauf- sowie Ortganggesims in Backsteinzierstetzung. Errichtet um 1910. | 28808436 | BW   |
| Schulsteig 7 53° 14′ 26″ N, 10° 50′ 55″ O       | Wohn-/ Wirtschaftsgebäude | Großer Sichtbacksteinbau nach Vorbild eines Vierständer-Fachhallenhauses unter Halbwalmdach, giebelständig zum Dorfplatz, etwas zurückgesetzt. Massiver Zwerchgiebel mit First- und Schulterstaffeln über dem Fletteingang in südlicher Dachfläche. Giebelseiten mit Lisenen und Gesimsen in Backsteinziersetzung reich gegliedert, am Wohngiebel mit Spitzbogenblende. Inschriftliche Datierung am Schlussstein des Einfahrtstors am Wirtschaftsgiebel. Errichtet 1888.             | 28808400 | BW   |
| Strauchgarten 2 53° 14′ 25″ N, 10° 50′ 38″ O    | Wohn-/ Wirtschaftsgebäude | Zweiständer-Fachhallenhaus mit Backsteinausfachung unter Halbwalmdach in Ziegelpfannendeckung. Einfriedung durch Feldsteinmauer entlang der Straße. Errichtet um 1870. | 28808382 | BW   |
| Wiesenweg 1 53° 14′ 25″ N, 10° 50′ 43″ O        | Wohn-/ Wirtschaftsgebäude | Zweiständer-Fachhallenhaus mit Backsteinausfachung unter Halbwalmdach in Ziegelpfannendeckung, giebelständig zum Dorfplatz. Fachwerk tw. massiv ersetzt. Entlang der Straße bauzeitliche Einfriedung durch Feldsteinmauer mit Backstein-Rollschicht und aufgesetztem Eisenzaun. Errichtet Ende 19. Jh. | 28808364 | BW   |
| Wiesenweg 1 53° 14′ 24″ N, 10° 50′ 42″ O        | Scheune                   | Traufständiger Fachwerkbau mit Backsteinausfachung unter Halbwalmdach in Ziegelpfannendeckung, außermittige Längsdurchfahrt. Errichtet Ende 19. Jh. | 28808346 | BW   |
| Wiesenweg 4 53° 14′ 24″ N, 10° 50′ 44″ O        | Wohn-/ Wirtschaftsgebäude | Zweiständer-Fachhallenhaus mit Backsteinausfachung unter Halbwalmdach in Ziegelpfannendeckung. Wohngiebel massiv in Sichtbackstein. Ausrichtung des Wohnteils giebelständig zum Dorfplatz. Errichtet um 1800. | 28808544 |      |
| Wiesenweg 7 53° 14′ 26″ N, 10° 50′ 46″ O        | Wohn-/ Wirtschaftsgebäude | | 28808328 | BW   |
| Wiesenweg 9 53° 14′ 26″ N, 10° 50′ 48″ O        | Wohn-/ Wirtschaftsgebäude | Anderthalbgeschossiger traufständiger Sichtbacksteinbau mit leicht vorkragendem Fachwerkdrempel unter Krüppelwalmdach in dunkler Falzziegeldeckung. Große Dachüberstände, giebelseitig mit Freigespärren. Risalitartig vortretender außermittiger Eingangsbereich mit Zwerchhaus unter Krüppelwalmdach. Rundbogige Eingangstür mit inschriftlicher Datierung am Oberlicht. Querdiele im östlich gelegenen Wirtschaftsteil. Bauzeitlicher Eisenzaun vor dem Wohnteil. Errichtet 1912. | 28808310 | BW   |
| Wiesenweg 11 53° 14′ 27″ N, 10° 50′ 50″ O       | Wohn-/ Wirtschaftsgebäude | Anderthalbgeschossiger traufständiger teilweise verputzter Sichtbacksteinbau mit Drempel unter Krüppelwalmdach in Ziegeldeckung. Große Dachüberstände, giebelseitig mit Freigespärren. Risalitartig vortretender außermittiger Eingangsbereich mit Zwerchhaus unter Krüppelwalmdach. Rundbogige Eingangstür. Inschriftliche Datierung am Zwerchgiebel. Querdiele im westlich gelegenen Wirtschaftsteil. Errichtet 1913.                                                              | 28808292 | BW   |

### Einzelobjekte
| Lage                                     | Bezeichnung               | Beschreibung | ID       | Bild |
| ---------------------------------------- | ------------------------- | --- | -------- | ---- |
| Wiesenweg 22 53° 14′ 27″ N, 10° 51′ 5″ O | Wohn-/ Wirtschaftsgebäude | Zweiständer-Fachhallenhaus Backsteinausfachung unter Halbwalmdach in Zementrautendeckung. Inschrift mit Datierung am Dielentorsturz. Wohngiebel massiv ersetzt. Errichtet 1816. | 28808598 | BW   |

## Wendewisch

### Gruppe: Hittberger Straße 49
Die Gruppe hat die ID: 34325311. Hofanlage auf schmaler Marschhufe, mit Wohnwirtschaftsgebäude, dahinter quer stehendem Stall sowie giebelständiger Längsscheune im hinteren Teil. Fahrweg zur Straße entlang südöstlichen Grundstücksgrenze. Küchengarten vor Wohnteil.

| Lage                                             | Bezeichnung               | Beschreibung | ID       | Bild |
| ------------------------------------------------ | ------------------------- | --- | -------- | ---- |
| Hittberger Straße 49 53° 21′ 6″ N, 10° 38′ 50″ O | Wohn-/ Wirtschaftsgebäude | Weit von der Straße zurückgesetztes, giebelständiges Zweiständer-Fachhallenhaus mit Backsteinausfachung unter Halbwalmdach. Wohnteil zur Straße ausgerichtet. Errichtet um 1850. Wirtschaftsgiebel um 1890 massiv ersetzt. | 28809325 | BW   |
| Hittberger Straße 49 53° 21′ 6″ N, 10° 38′ 50″ O | Stall                     | Quer auf dem schmalen Grundstück stehender Fachwerkbau mit Backsteinausfachung auf Backsteinsockel unter pfannengedecktem Satteldach. Stallgebäude mit Futterküche, Errichtet um 1900.                                     | 28809118 | BW   |
| Hittberger Straße 49 53° 21′ 6″ N, 10° 38′ 50″ O | Scheune                   | Anderthalbgeschossiger Sichtbacksteinbau mit hohem massivem Drempel unter flach geneigtem Satteldach. Längsdurchfahrt. Traufseitige Strebepfeiler. 1908 (i).                                                               | 28809103 | BW   |

### Einzelobjekte
| Lage                                                 | Bezeichnung               | Beschreibung | ID       | Bild |
| ---------------------------------------------------- | ------------------------- | --- | -------- | ---- |
| Hittberger Straße 9 53° 20′ 55″ N, 10° 39′ 10″ O     | Wohn-/ Wirtschaftsgebäude | Giebelständiges Zweiständer-Fachhallenhaus mit Backsteinausfachung unter Walmdach mit einseitigem Halbwalm über dem Wohngiebel, ursprünglich in Reetdeckung. Inschrift am Dielentorsturz mit Bauherrschaft und Datierung: „ANNO 1688“. Wohngiebel um 1890 massiv ersetzt.                                                    | 28808635 | BW   |
| Hittberger Straße 19 53° 20′ 56″ N, 10° 39′ 2″ O     | Tür                       | | 28808654 | BW   |
| Hittberger Straße 51 53° 21′ 7″ N, 10° 38′ 49″ O     | Wohn-/ Wirtschaftsgebäude | Zweiständer-Fachhallenhaus mit Backsteinausfachung unter Halbwalmdach. Am Wohngiebel regelmäßiges Gefüge mit Doppelständern. Inschrift am Wohngiebel, mit Bauherrschaft und Datierung: 1854. | 28808617 | BW   |
| Hittberger Straße 57 53° 21′ 12″ N, 10° 38′ 49″ O    | Wohn-/ Wirtschaftsgebäude | Auffallend kleines Zweiständerhaus in Fachwerk mit Backsteinausfachung unter Halbwalmdach in Reetdeckung. Giebelständig, von der Straße zurückgesetzt, Wirtschaftsgiebel zur Straße ausgerichtet. Errichtet Ende 19. Jh. | 28809342 | BW   |
| Hittberger Straße 59/61 53° 21′ 13″ N, 10° 38′ 50″ O | Wohn-/ Wirtschaftsgebäude | Auffallend kleines giebelständiges Zweiständer-Fachhallenhaus mit Backsteinausfachung unter Halbwalmdach in Hohlpfannendeckung, ursprünglich wohl reetgedeckt. Inschrift am Hauptbalken des Wirtschaftsgiebels, mit Datierung: ANNO 1768. Vermutlich Ende 19. Jh. unter Verwendung von Teilen eines Vorgängerbaus errichtet. | 28808675 | BW   |

## Ehem Baudenkmale
| Lage                                                       | Bezeichnung                | Beschreibung | ID | Bild |
| ---------------------------------------------------------- | -------------------------- | ------------ | -- | --- |
| Bleckede Elbweg 3 53° 17′ 8″ N, 10° 45′ 11″ O              |                            |              |    | [[Vorlage:Bilderwunsch/code!/C:53.285445,10.753085!/D:Bleckede Elbweg 3,!/\|BW]]                                  |
| Bleckede Ernst-August-Straße 2 53° 17′ 24″ N, 10° 44′ 1″ O |                            |              |    | [[Vorlage:Bilderwunsch/code!/C:53.290096,10.733672!/D:Bleckede Ernst-August-Straße 2,!/\|BW]]                     |
| Bleckede v. Estorffsweg 16 53° 16′ 58″ N, 10° 44′ 36″ O    |                            |              |    | [[Vorlage:Bilderwunsch/code!/C:53.28286,10.74336!/D:Bleckede v. Estorffsweg 16,!/\|BW]]                           |
| Alt-Garge Am Haken 7 53° 16′ 36″ N, 10° 48′ 17″ O          | Wohnhaus                   |              |    | [[Vorlage:Bilderwunsch/code!/C:53.276633,10.804837!/D:Alt-Garge Am Haken 7, Wohnhaus!/\|BW]]                      |
| Barskamp Horndofer Weg 3 53° 14′ 27″ N, 10° 46′ 55″ O      | Wohn-/ Wirtschaftsgebäude  |              |    | [[Vorlage:Bilderwunsch/code!/C:53.240938,10.782076!/D:Barskamp Horndofer Weg 3, Wohn-/ Wirtschaftsgebäude!/\|BW]] |
| Göddingen Landstraße 18 53° 15′ 24″ N, 10° 45′ 37″ O       | Wohn-, Wirtschaftsgebäude  |              |    | [[Vorlage:Bilderwunsch/code!/C:53.256543,10.760343!/D:Göddingen Landstraße 18, Wohn-, Wirtschaftsgebäude!/\|BW]]  |
| Karze Nr. 6 53° 18′ 55″ N, 10° 40′ 35″ O                   | Haltestation der Kleinbahn |              |    | [[Vorlage:Bilderwunsch/code!/C:53.31525,10.67629!/D:Karze Nr. 6, Haltestation der Kleinbahn!/\|BW]]               |
| Nindorf Nr. 1 53° 15′ 43″ N, 10° 44′ 38″ O                 | Schafstall                 |              |    | [[Vorlage:Bilderwunsch/code!/C:53.261983,10.743965!/D:Nindorf Nr. 1, Schafstall!/\|BW]]                           |
| Radegast Nr. 24 53° 20′ 54″ N, 10° 43′ 12″ O               |                            |              |    | [[Vorlage:Bilderwunsch/code!/C:53.348274,10.719878!/D:Radegast Nr. 24,!/\|BW]]                                    |